# Biserica de lemn din Gurani

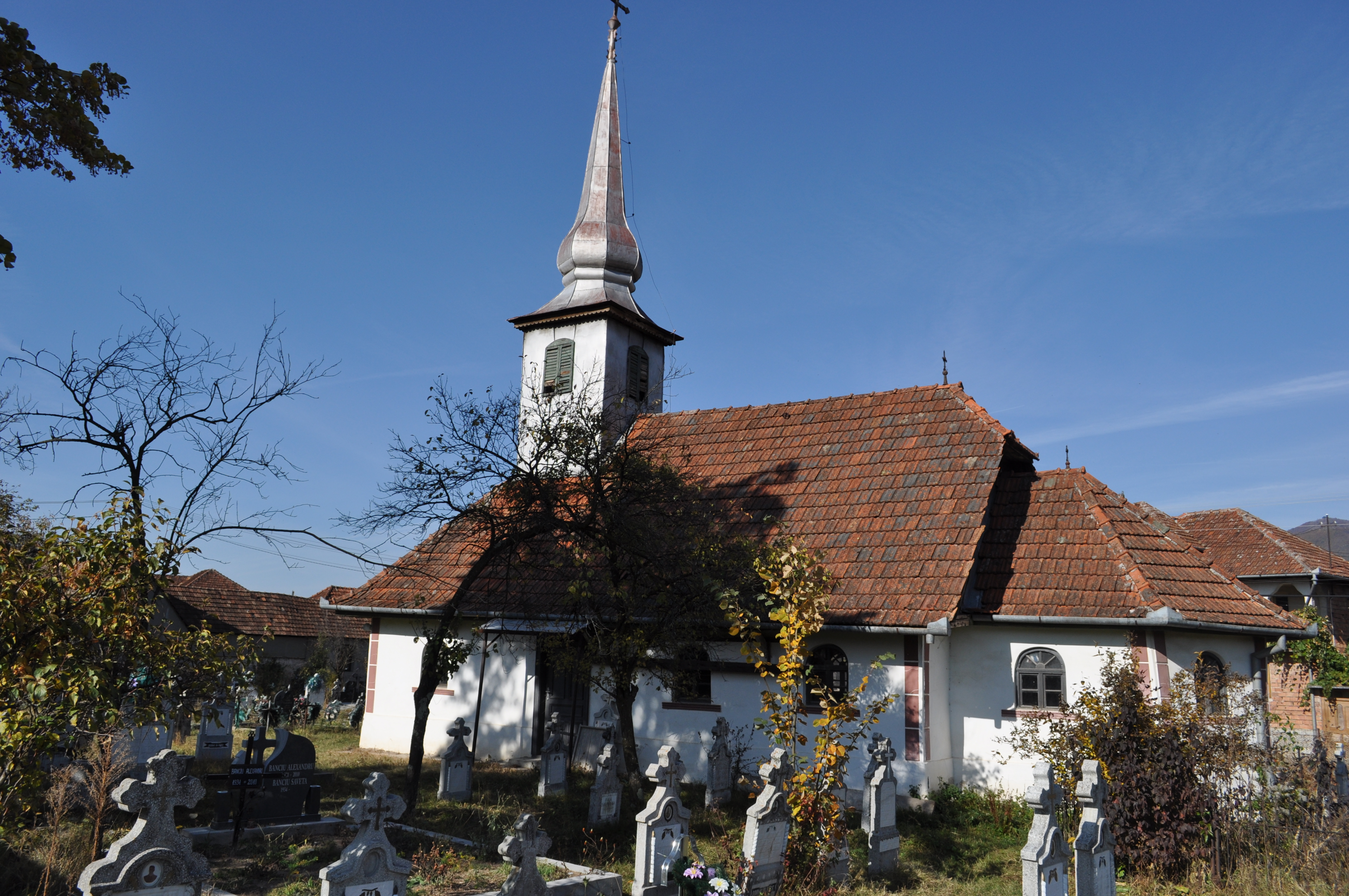
Biserica de lemn „Sfântul Mare Mucenic Gheorghe” din Gurani, comuna Pietroasa, județul Bihor, foto: octombrie 2011.

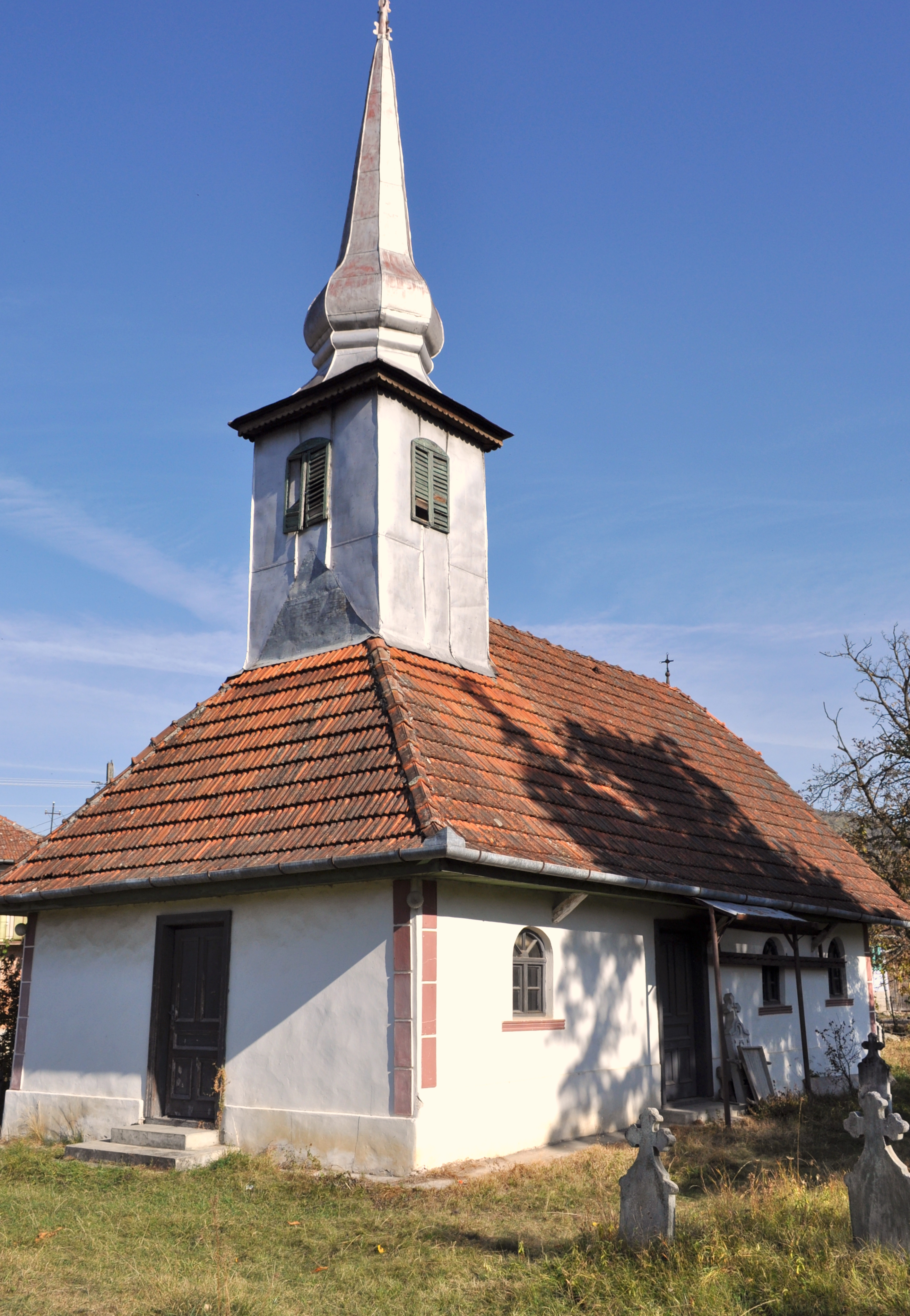
Biserica de lemn „Sfântul Mare Mucenic Gheorghe” din Gurani, comuna Pietroasa, județul Bihor, foto: octombrie 2011.

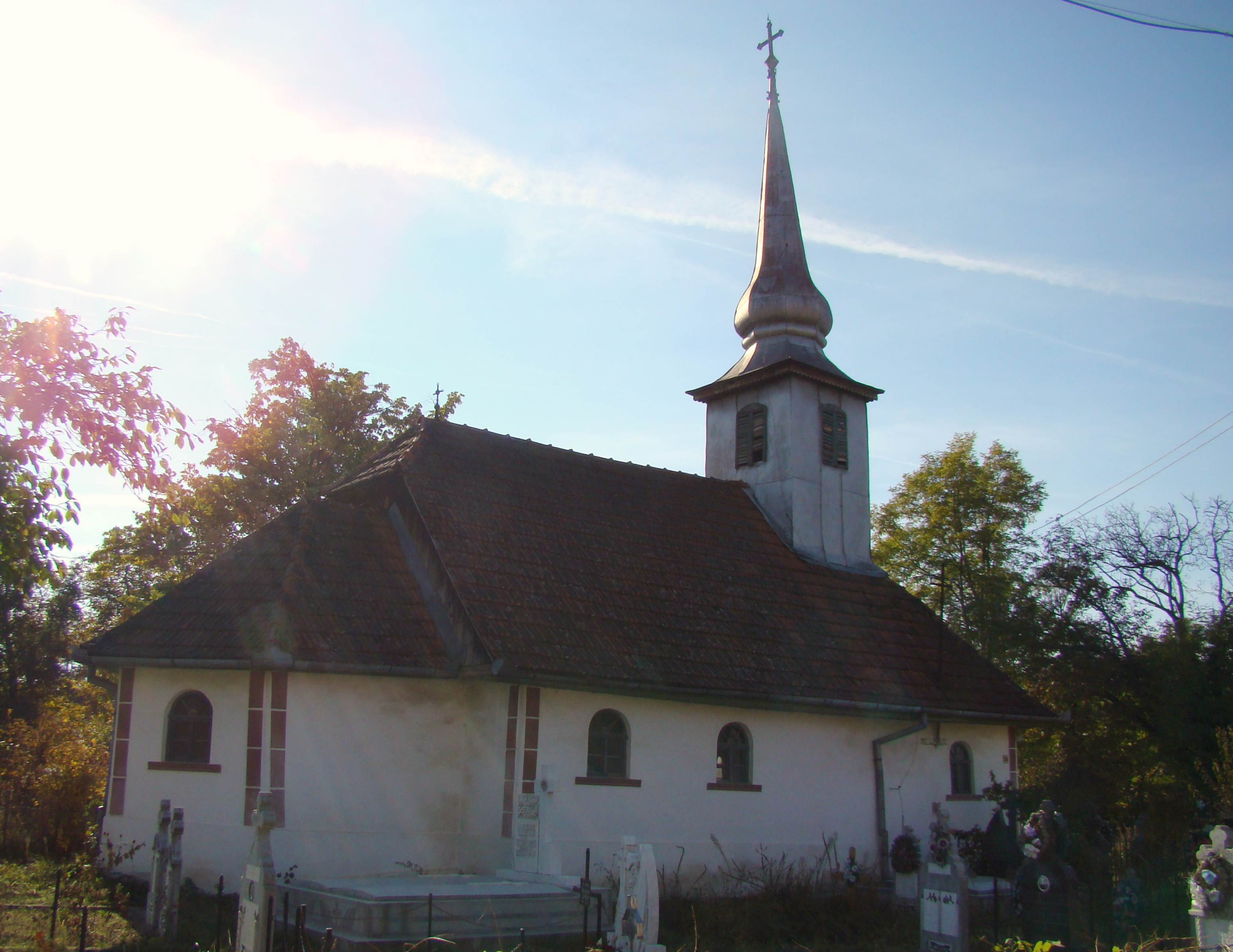
Biserica (nord-est)

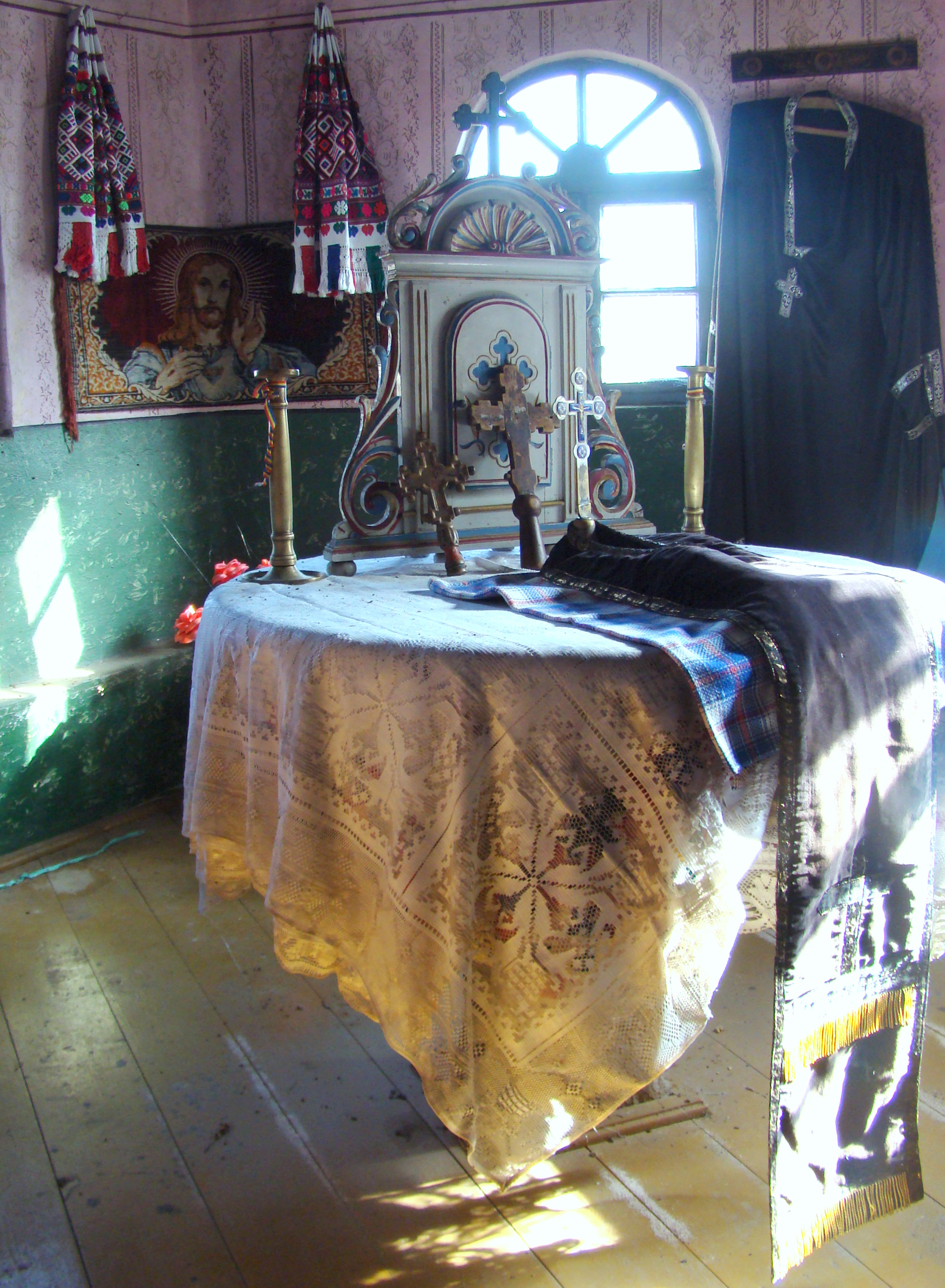
În altar

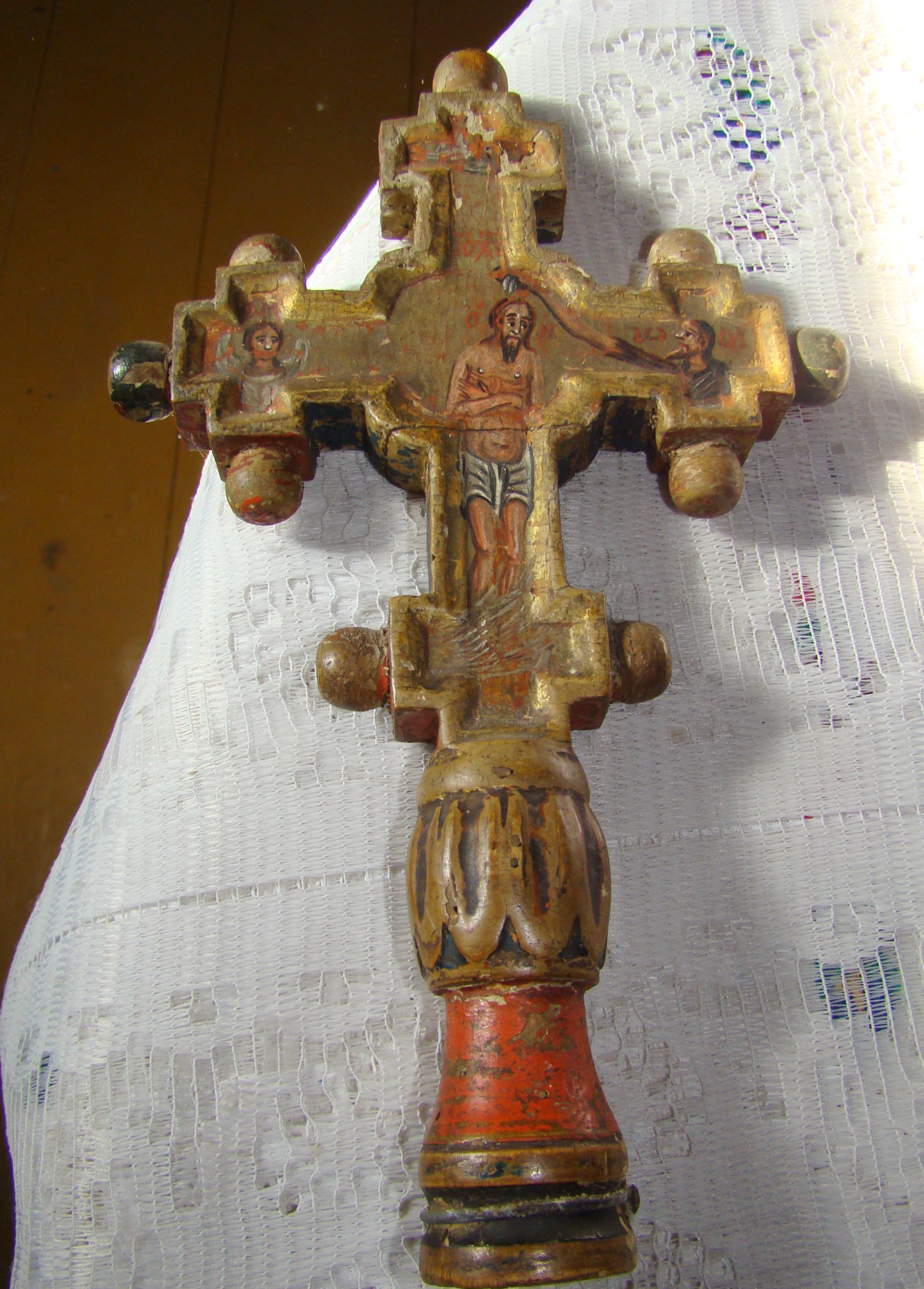
Cruce veche de lemn pictată

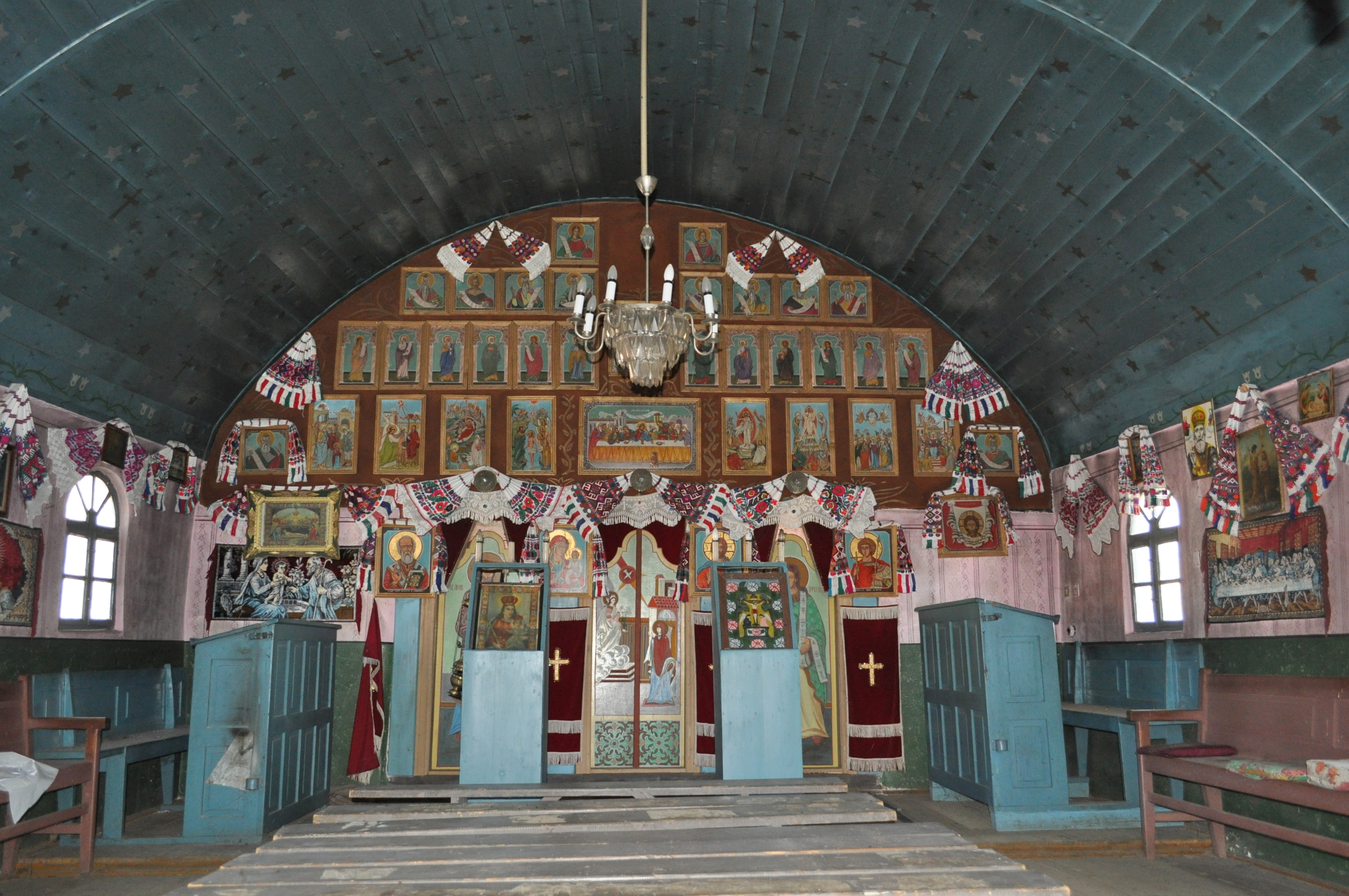
Interiorul navei

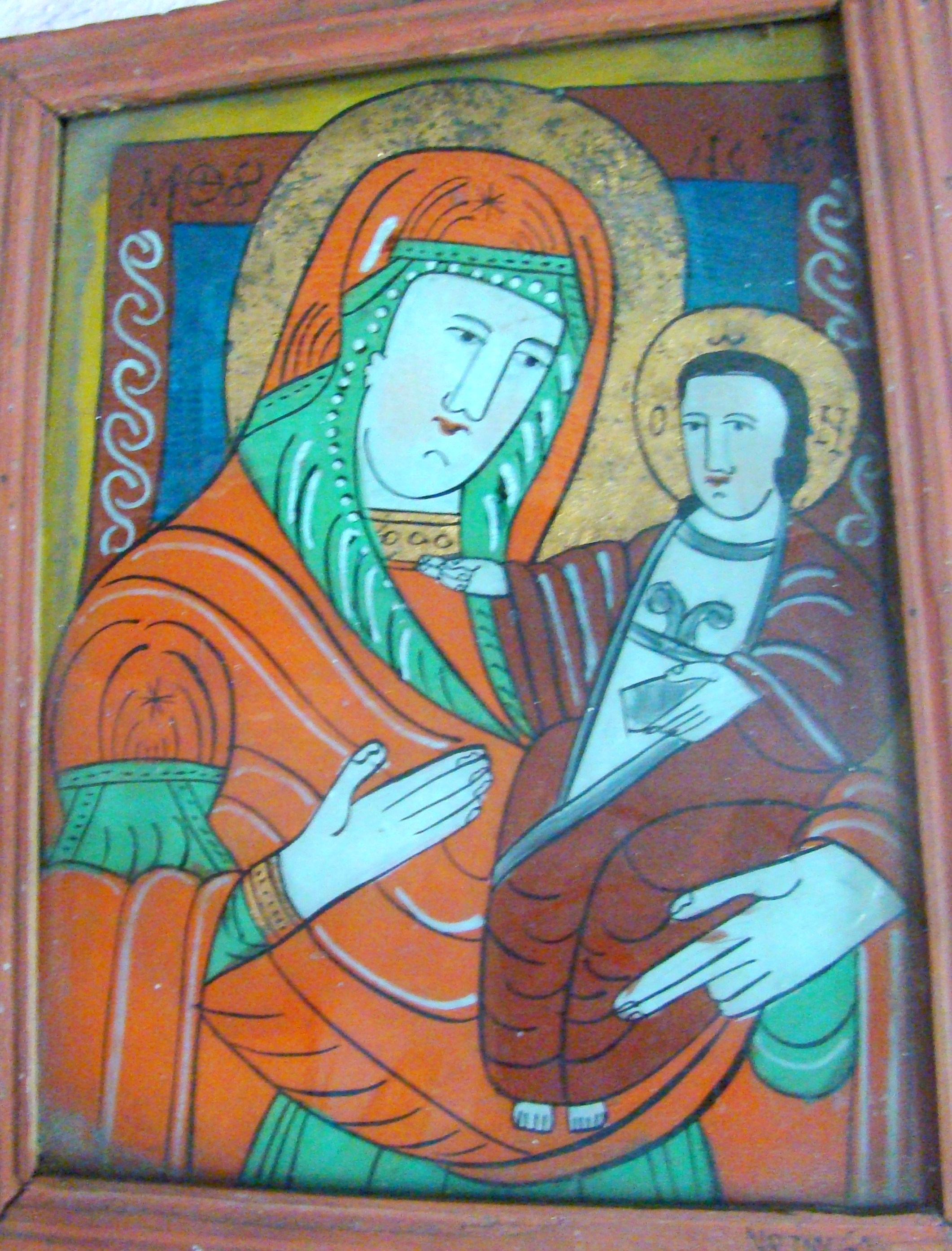
Maica Domnului cu Pruncul

Preotul paroh Răzvan Rădac

Biserica de lemn din Gurani, comuna Pietroasa, județul Bihor poartă hramul „Sfântul Mare Mucenic Gheorghe”. Anul construcției nu se cunoaște cu exactitate, dar se poarte afirma că biserica a fost edificată în ultimul sfert al secolului XVIII, ori la începutul secolui XIX..  Biserica nu se află pe noua listă a monumentelor istorice.

## Istoric și trăsături
Situată în apropierea satului Pietroasa, așezarea Gurani este una dintre vechile vetre românești de la poalele Apusenilor, chiar dacă prima atestare documentară vine abia la finele veacului al XVI-lea, în anul 1587, când întâlnim în actele vremii, toponimul „Gwaryw”. O denumire și mai apropiată de cea actuală este menționată în anul 1600, în Urbariul domeniului Beiuș, document în care satul este trecut ca „Gorany”. În veacul al XIX-lea, sub grafia maghiarizată, găsim actuala denumire „Gurany”, adică Gurani.
Urbariul domeniului Beiuș de la 1600, pomenește așezarea atunci când înșiruie satele care aprovizionau cu lemn cetatea Oradea: „...șase sate, Burda, Cresuia, Cărbunari, Budureasa, Gurani și Pietroasa fac șindrilă, scânduri și alte lucruri din lemn pentru cetatea Oradea”. Consemnarea acestei obligații subînțelege existența unor joagăre hidraulice, instalații țărănești complexe și o specializare a satului în meșteșugul prelucrării lemnului, așa după cum locuitorii altor așezări din zona depresionară practicau diverse meșteșuguri ca activități complementare agriculturii și creșterii animalelor. 
Cât privește viața duhovnicească a comunității, aflăm din „Conscrierea bisericilor din districtul Orăzii” (1786) că satul Gurani făcea parte din protopopiatul Meziad, ca și așezarea învecinată Pietroasa, Guranii, cu 70 de case, fiind mai mare decât Pietroasa, cu numai 50.
Documentul nu pomenește existența unor parohii ori a unor biserici în cele două sate. În veacul al XIX-lea, însă, la Gurani exista o biserică din lemn, despre care bătrânii spun că ar fi fost adusă de la Lunca, sfântul lăcaș de cult ortodox având hramul „Sfântul Mare Mucenic Gheorghe”. Cunoaștem și zugravul care a pictat biserica, este un meșter din zonă Simion Darabant, care a mai pictat și alte biserici de lemn din Țara Beiușului, cum ar fi cea din Tărcăița. Pe iconostasul bisericii din Gurani, acesta a însemnat anul 1814 și și-a trecut numele prescurtat: „Sim.D.”.
Pe lângă mica biserică din cimitirul satului, unde nu se mai slujește decât rareori, mai cu seamă de hramul sfântului lăcaș, la Gurani a fost ridicată o nouă biserică, cu hramul „Înălțarea Sfintei Cruci”, aceasta fiind târnosită de episcopul ortodox al Oradiei, Ioan Mihălțan, în anul 1996.
La Gurani, filie a parohiei din Pietroasa până în decembrie 2000, au slujit în ultimele decenii preoții: Hasan, Cioflan, Jurj, Nicolae Pădureanu,și Florin Haniș, acesta fiind primul paroh al locului, până în anul 2006, după care i-a urmat să păstorească obștea ortodoxă a Guranilor, părintele  Răzvan Rădac.

## Imagini din exterior

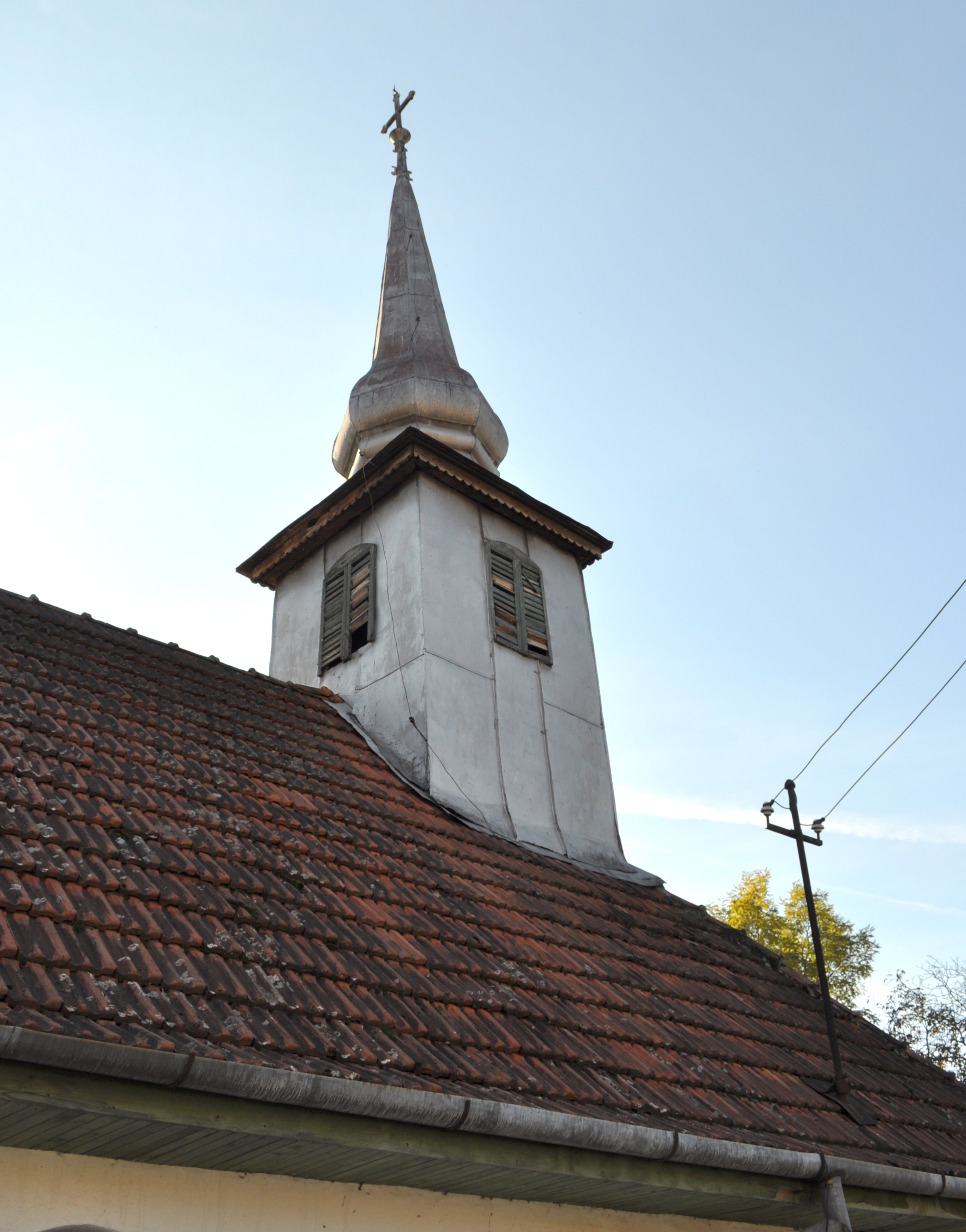
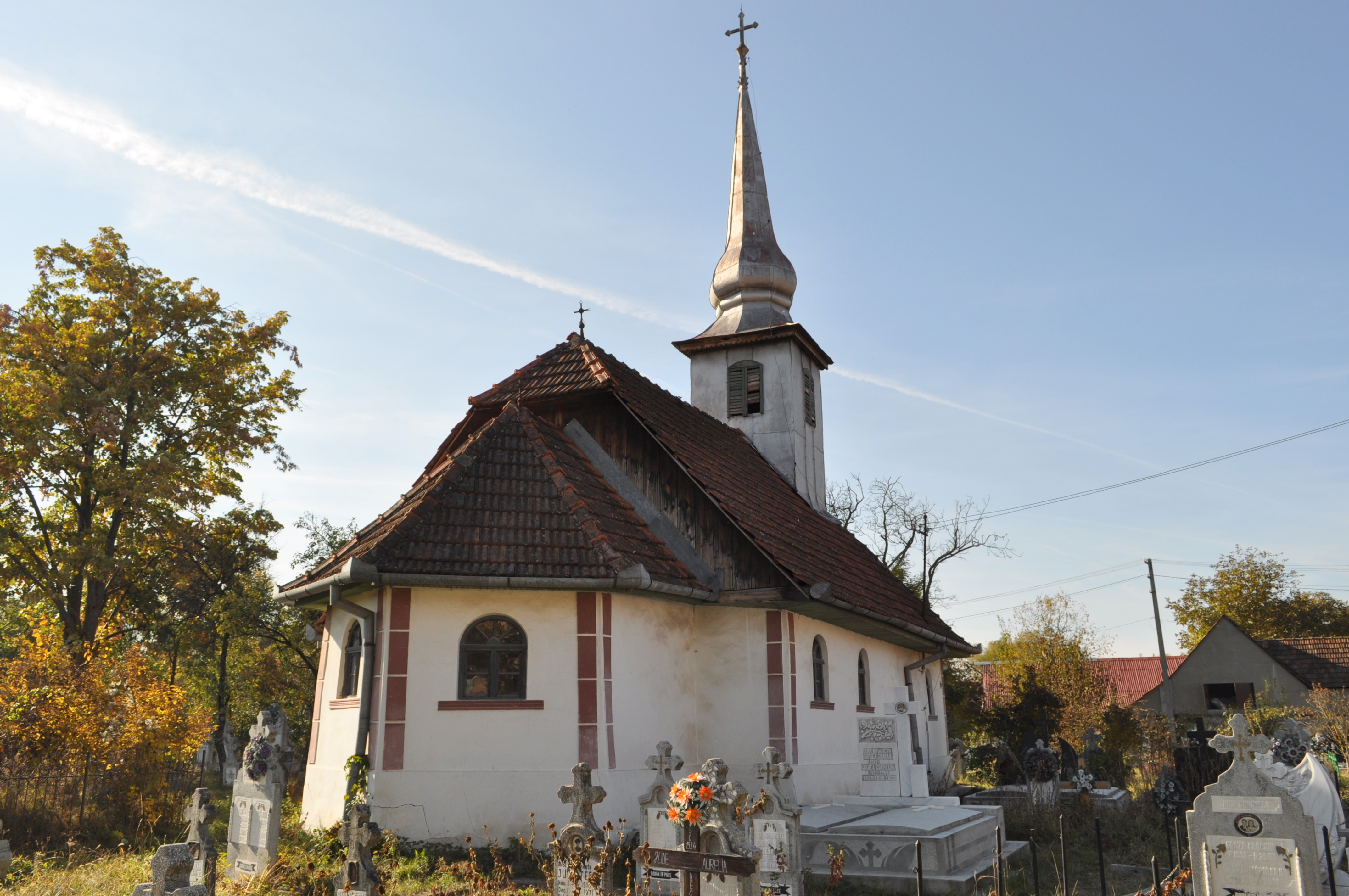
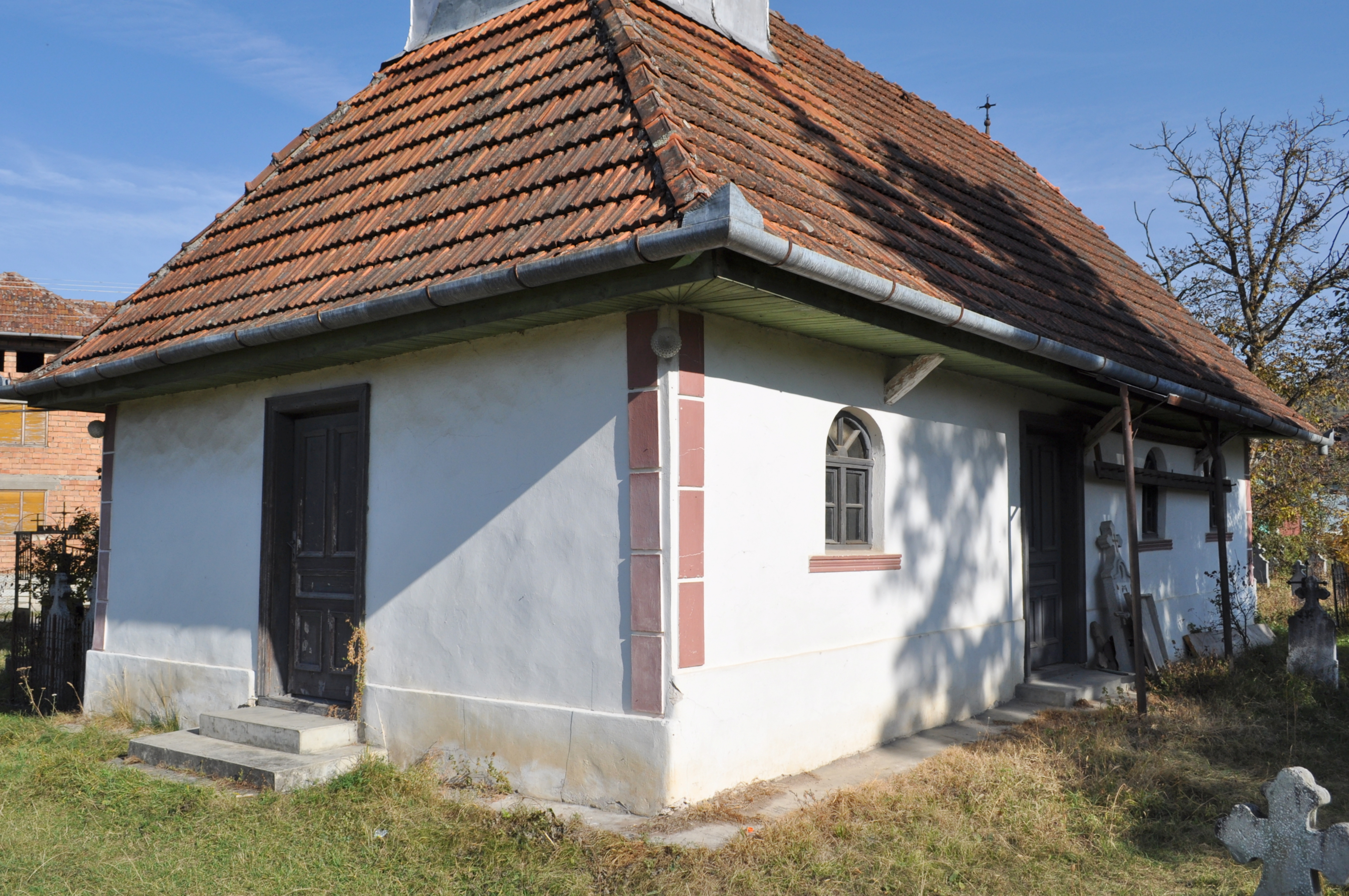
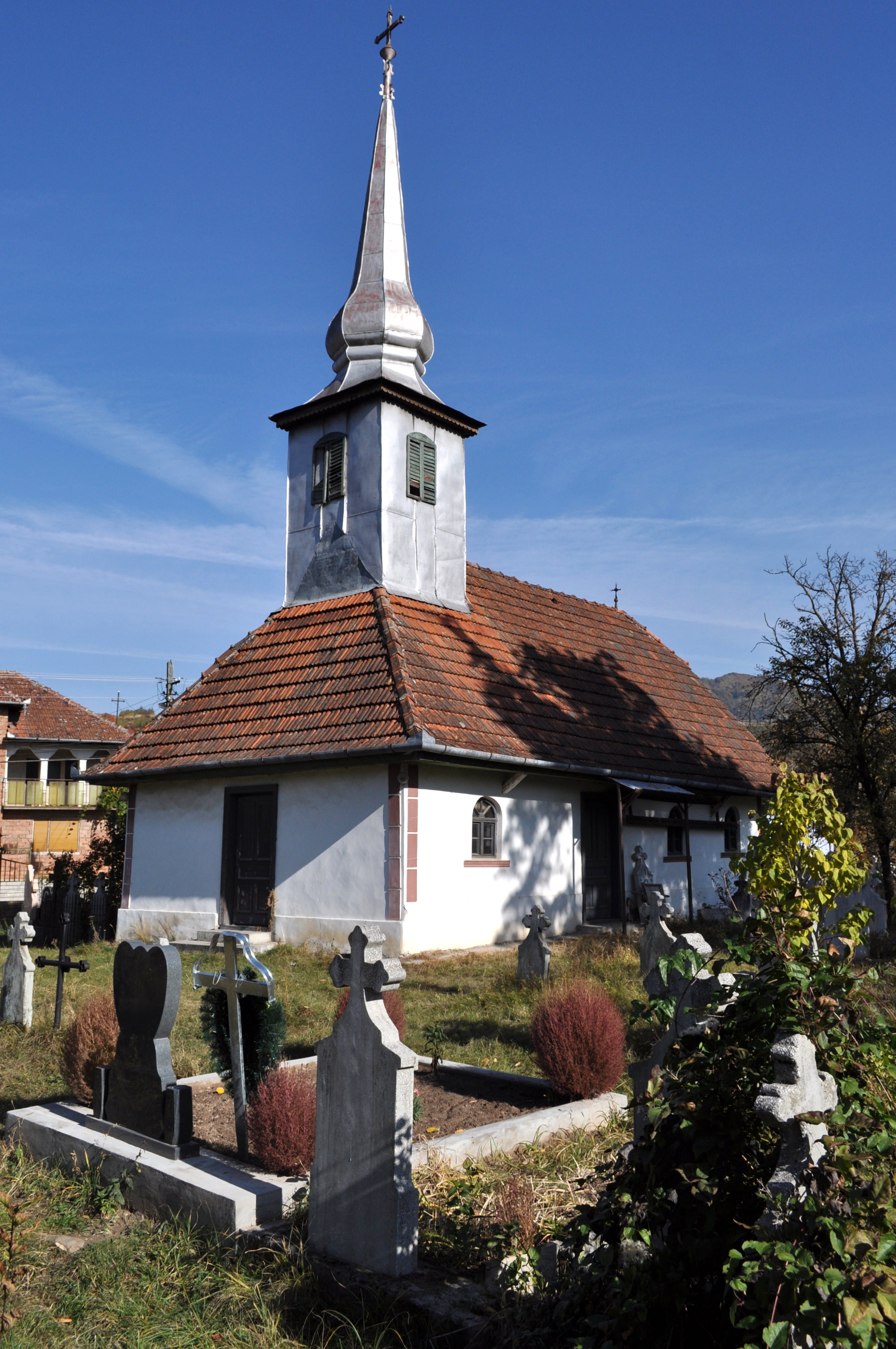
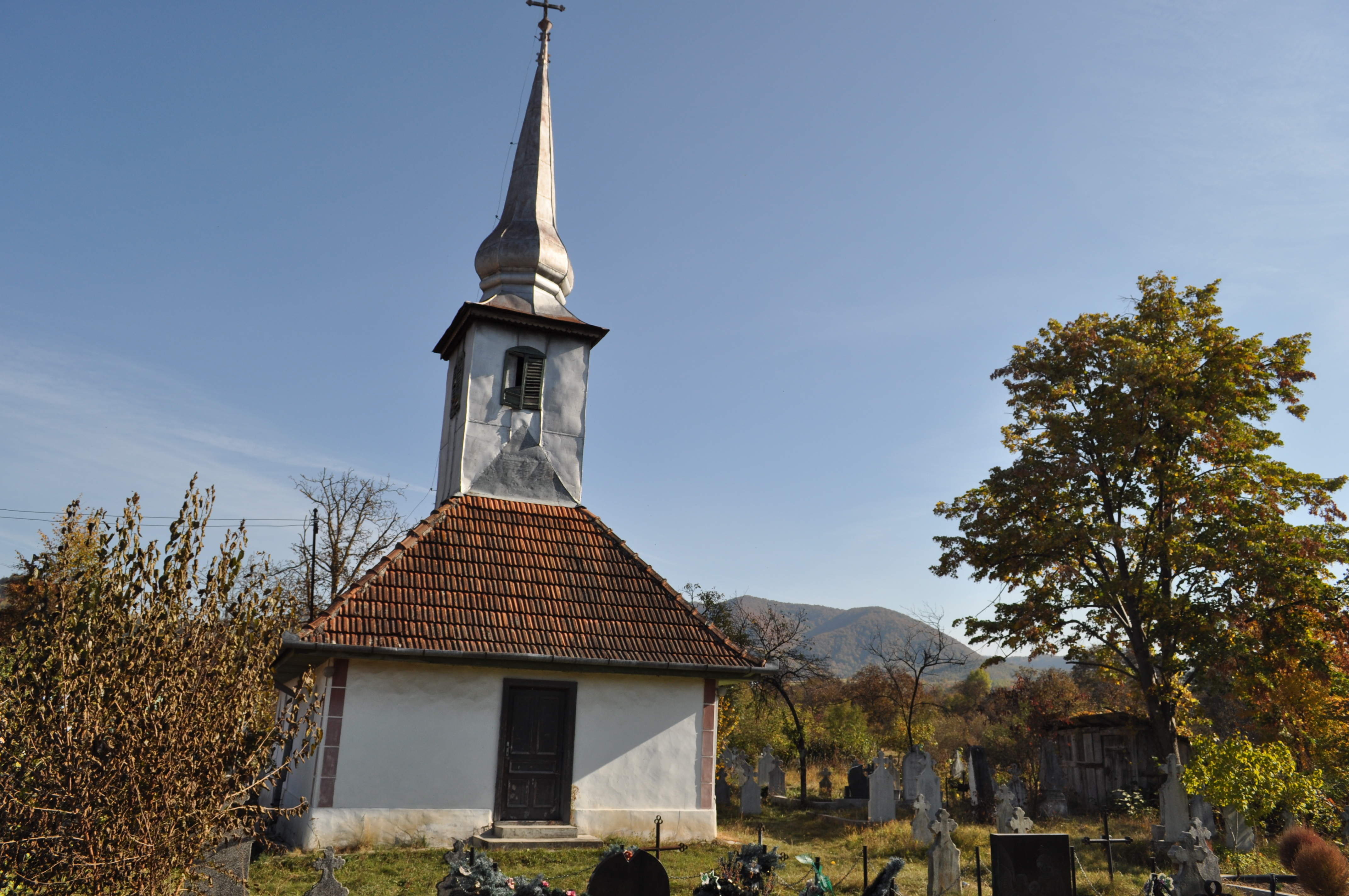
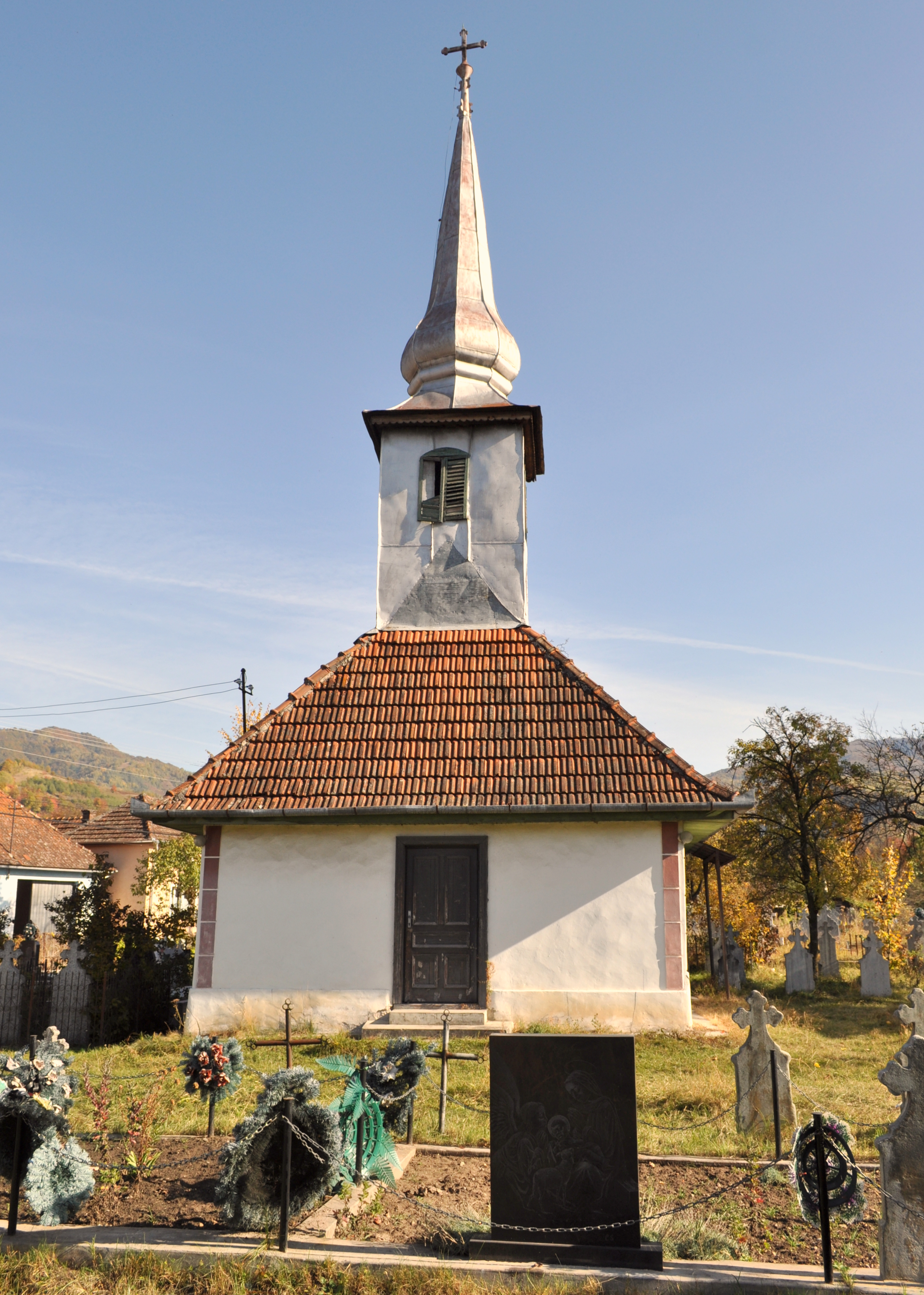
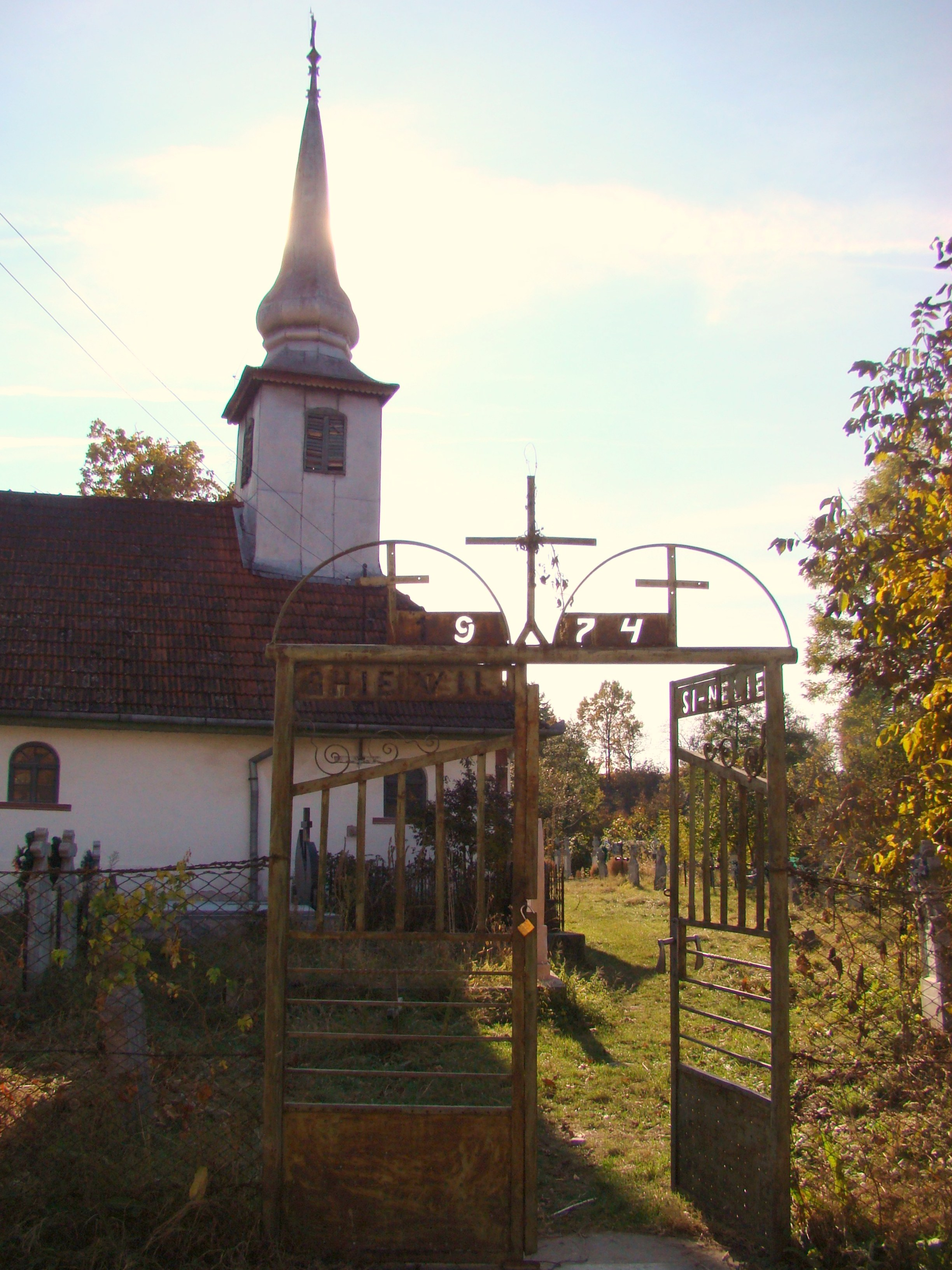
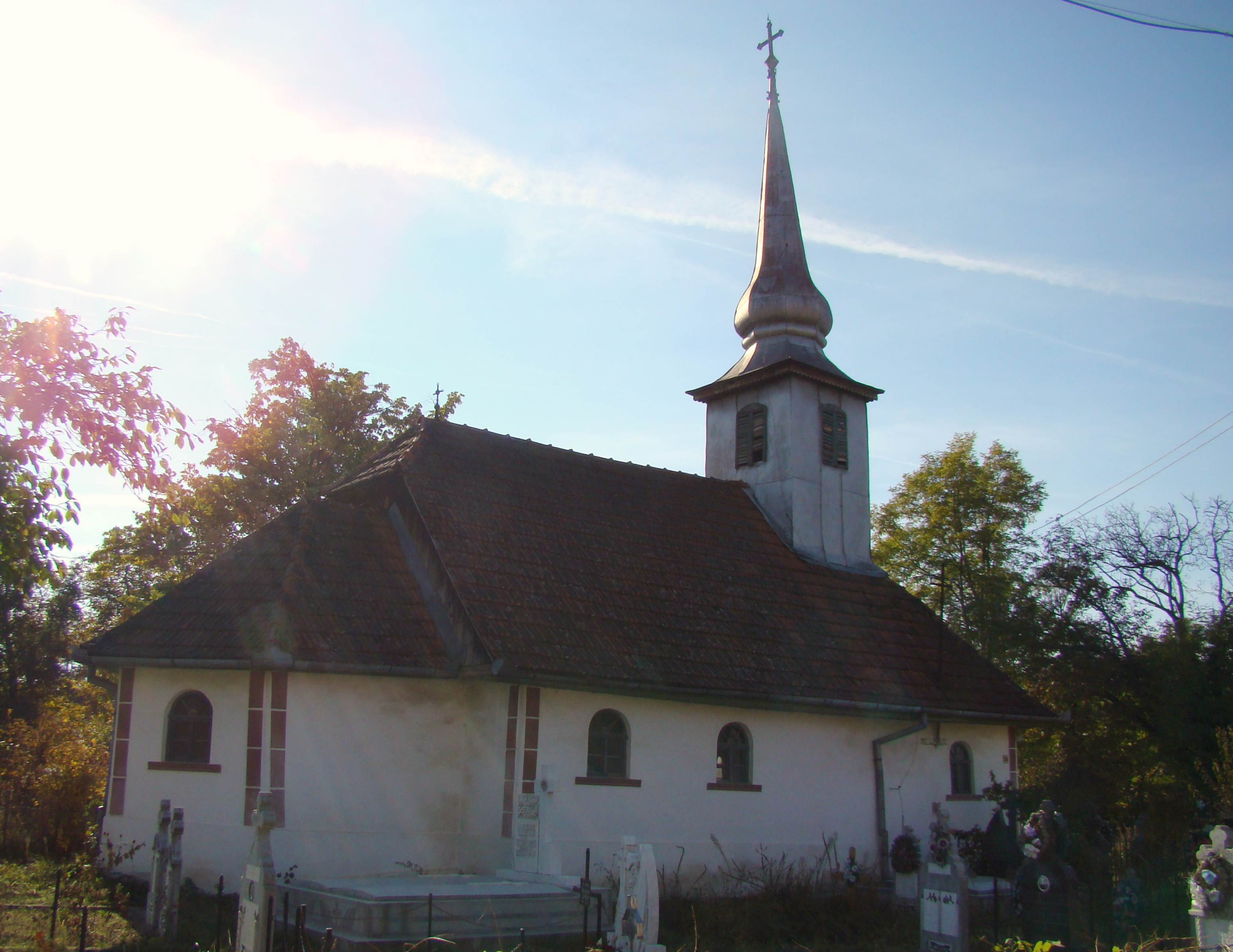
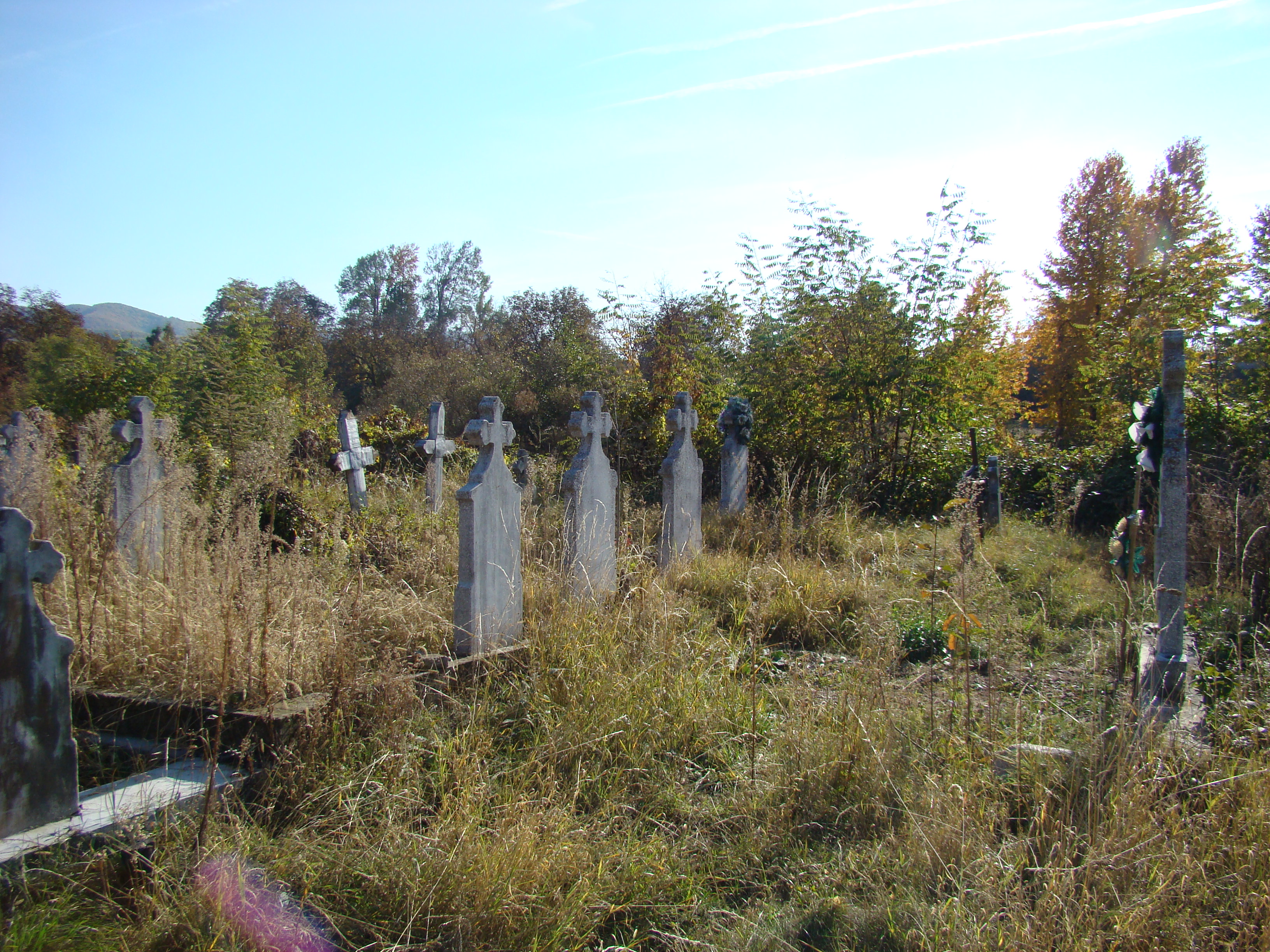
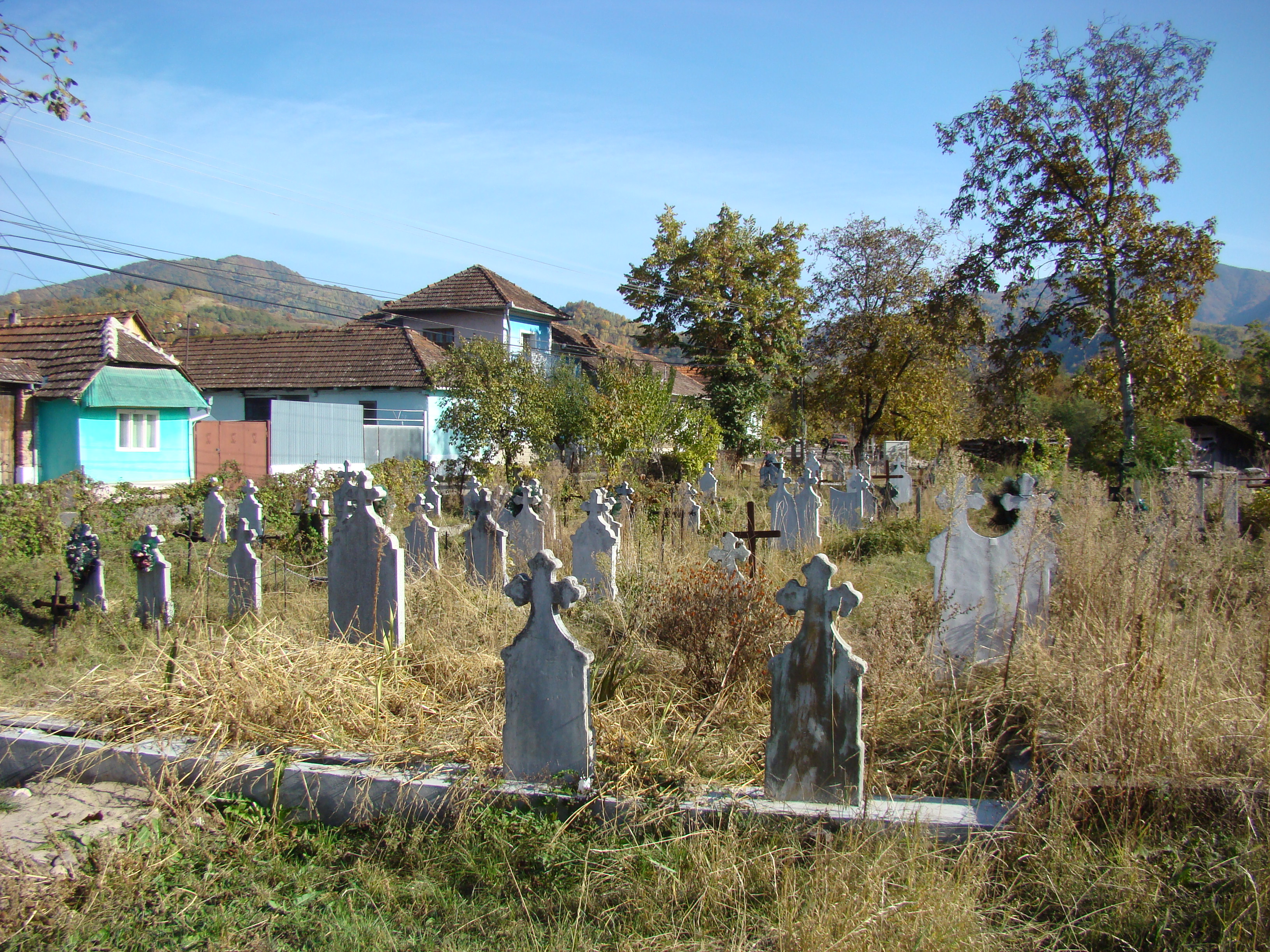
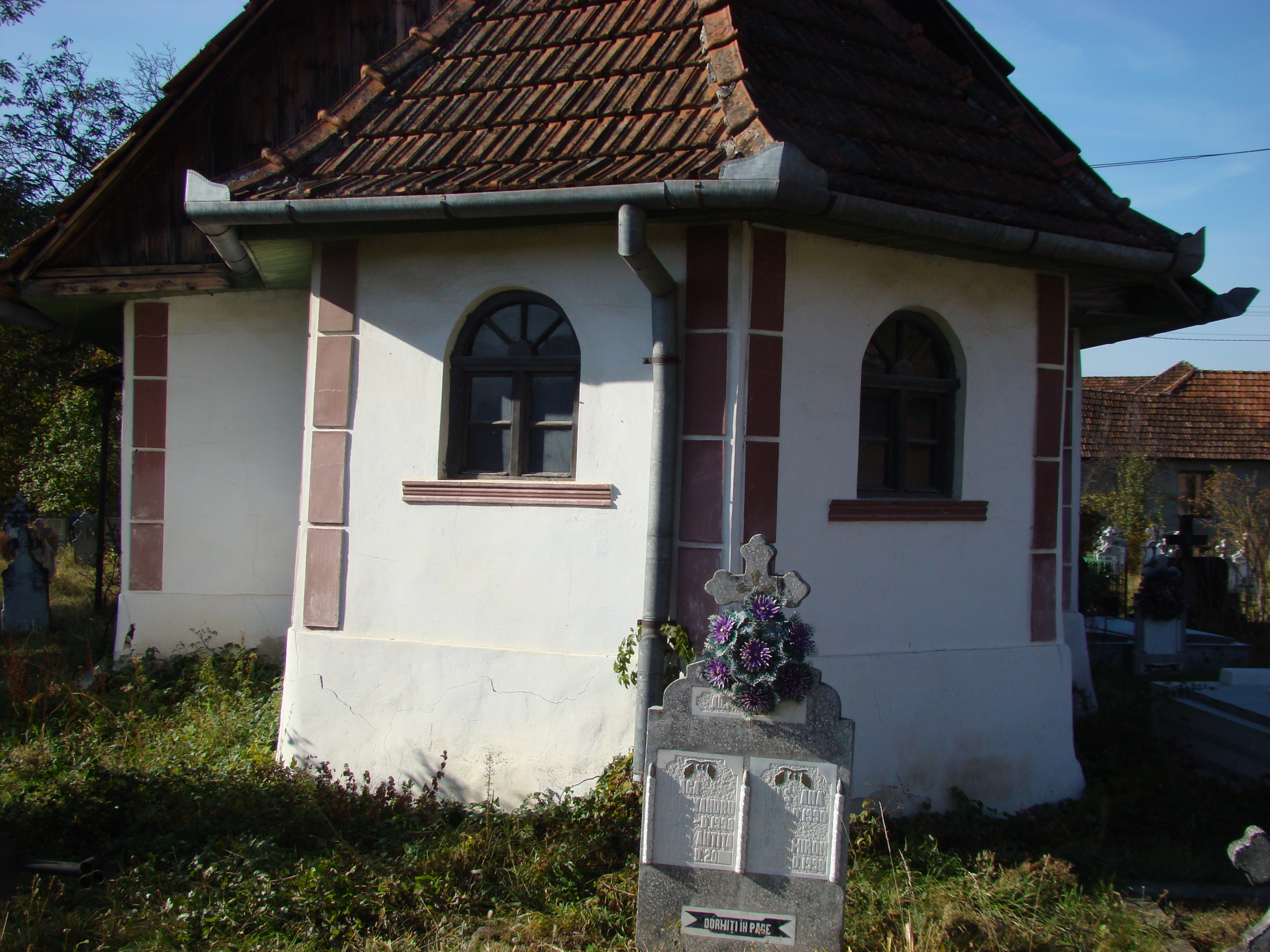
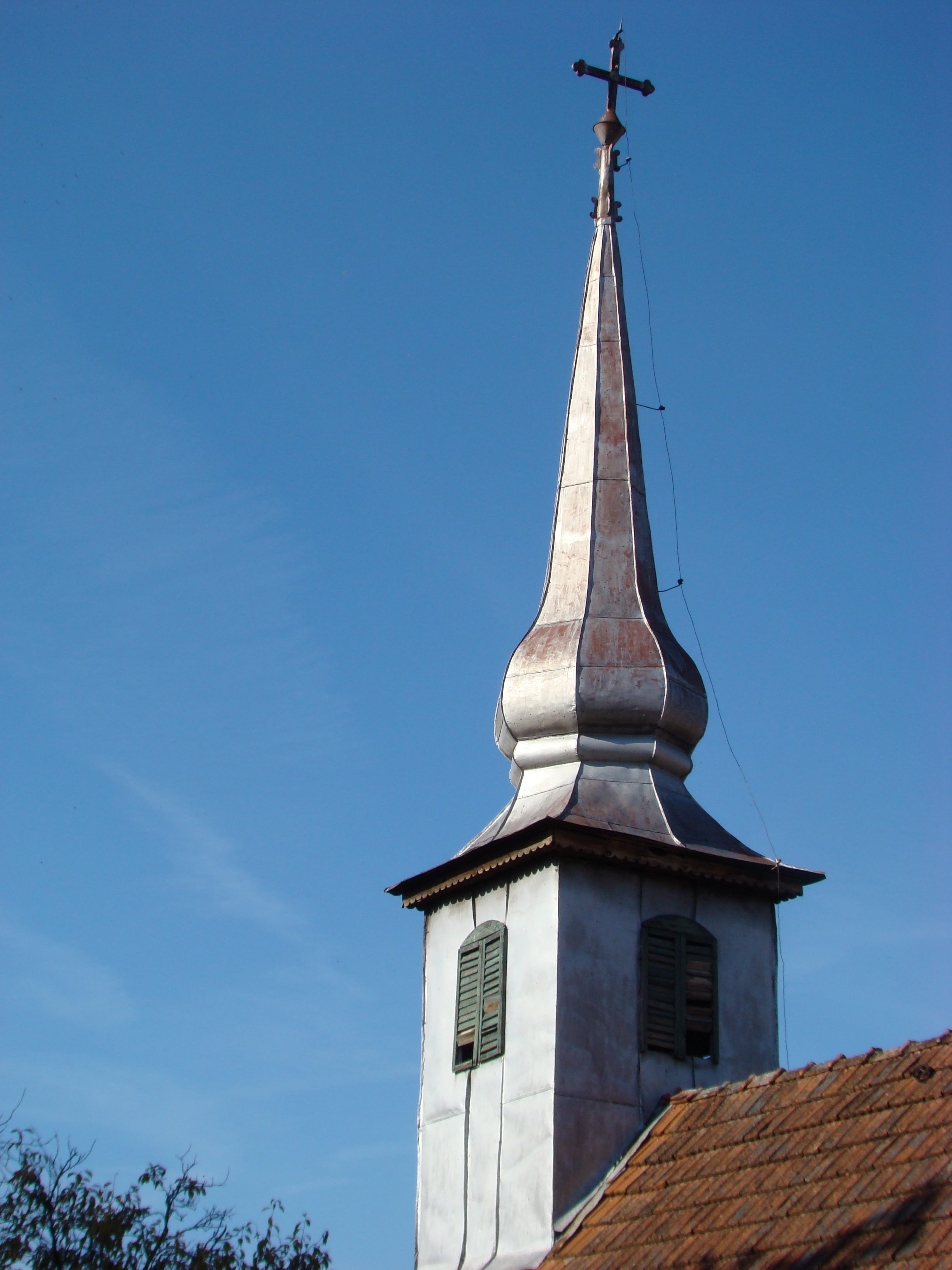
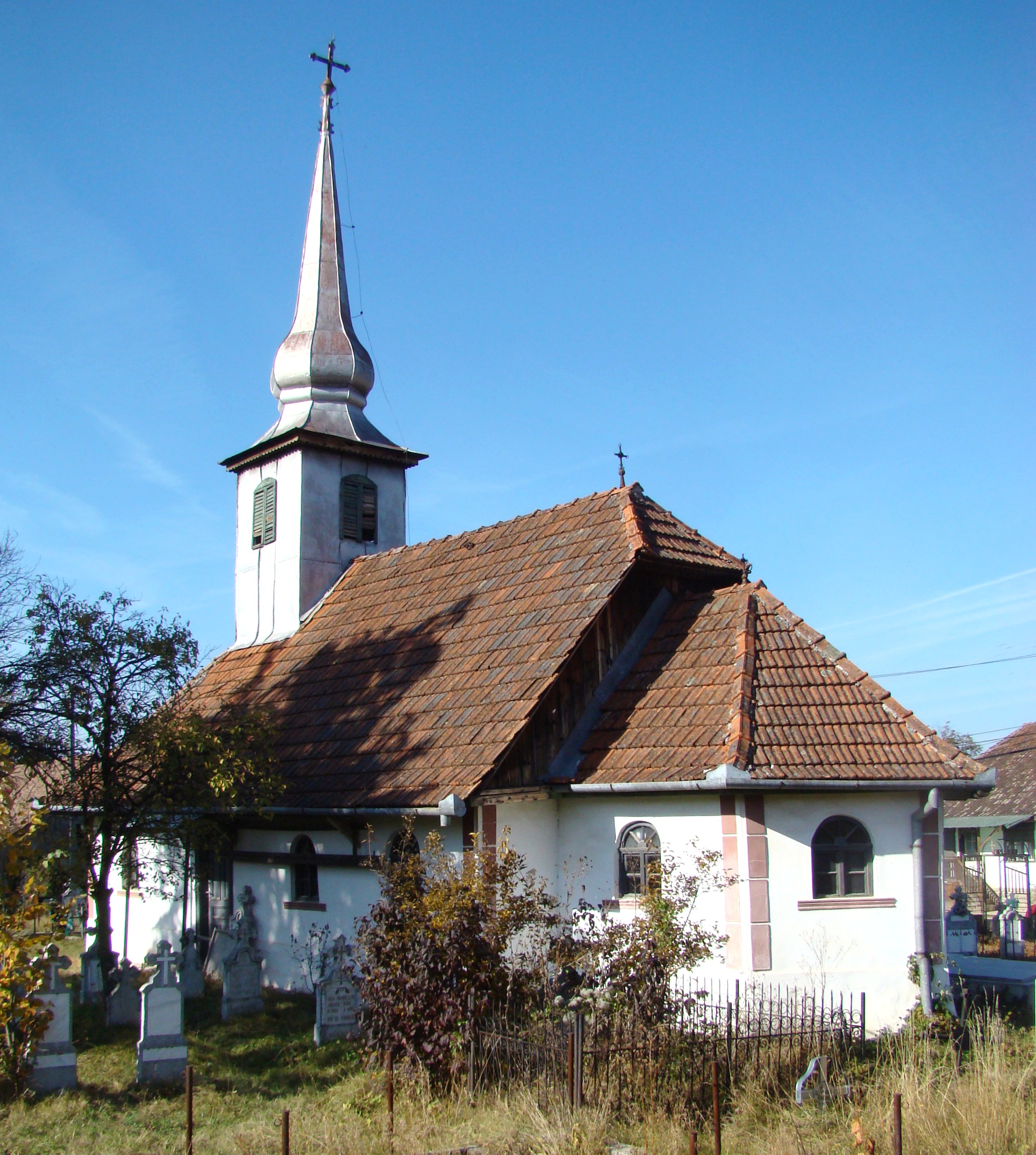
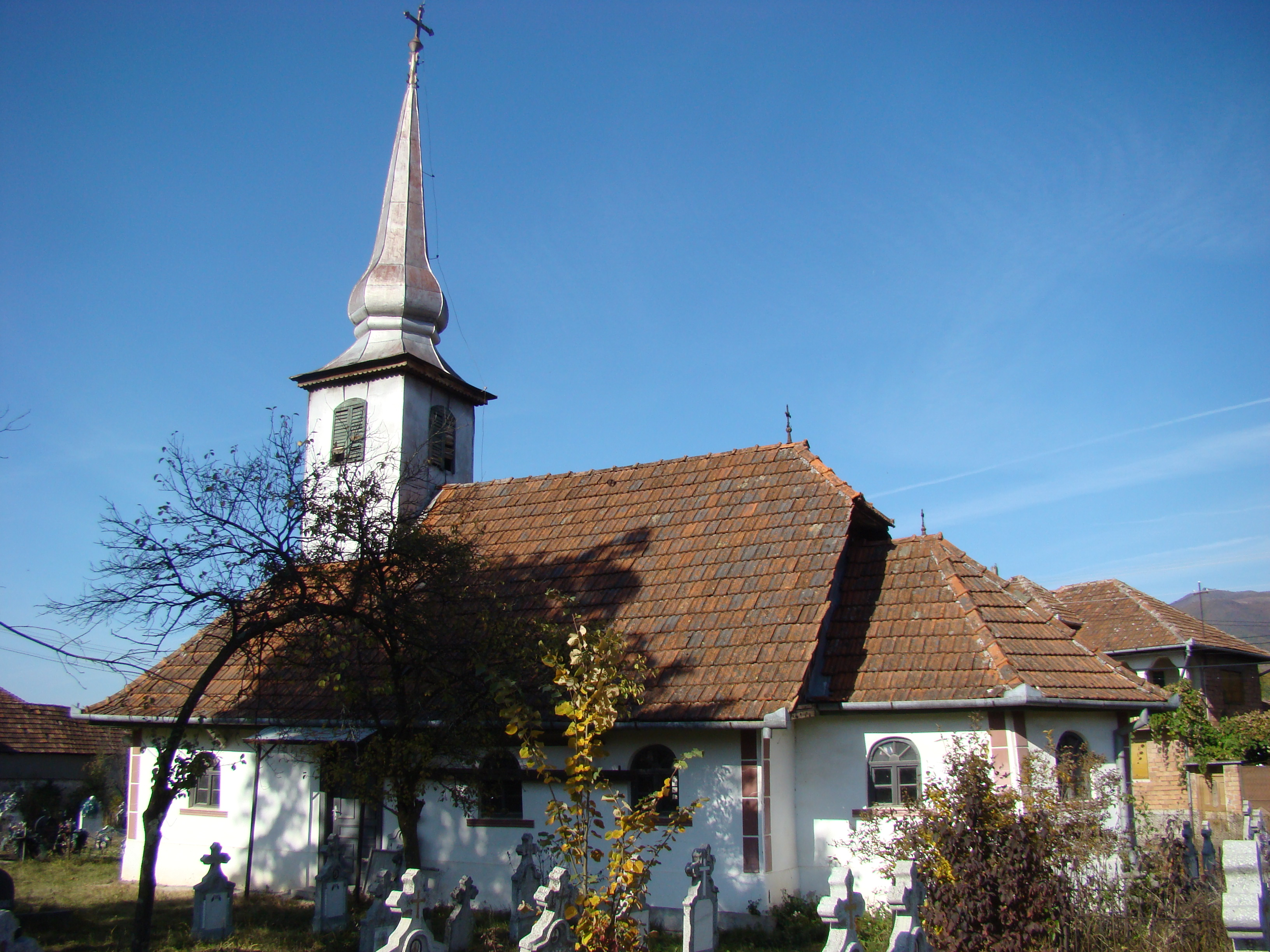
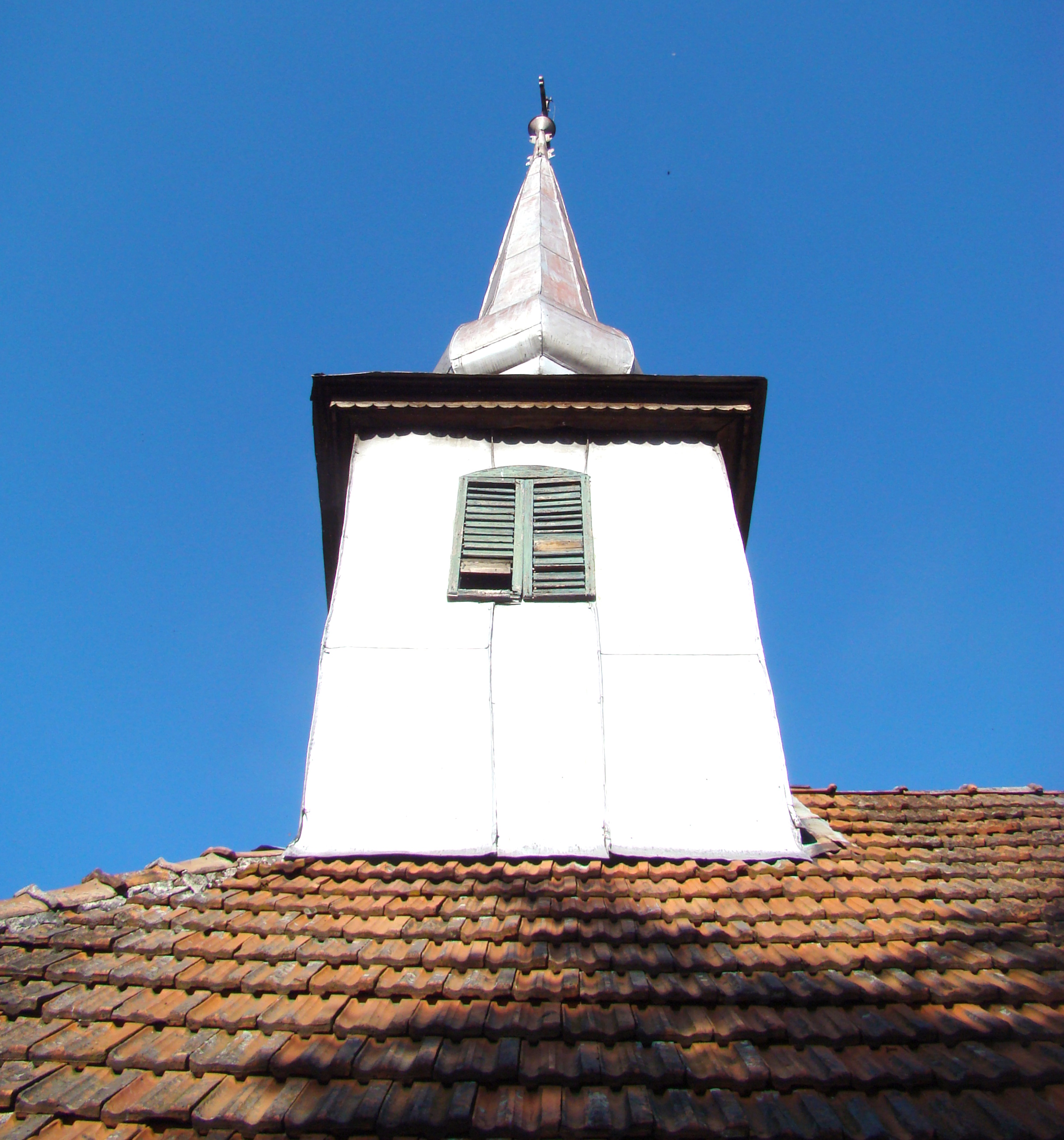
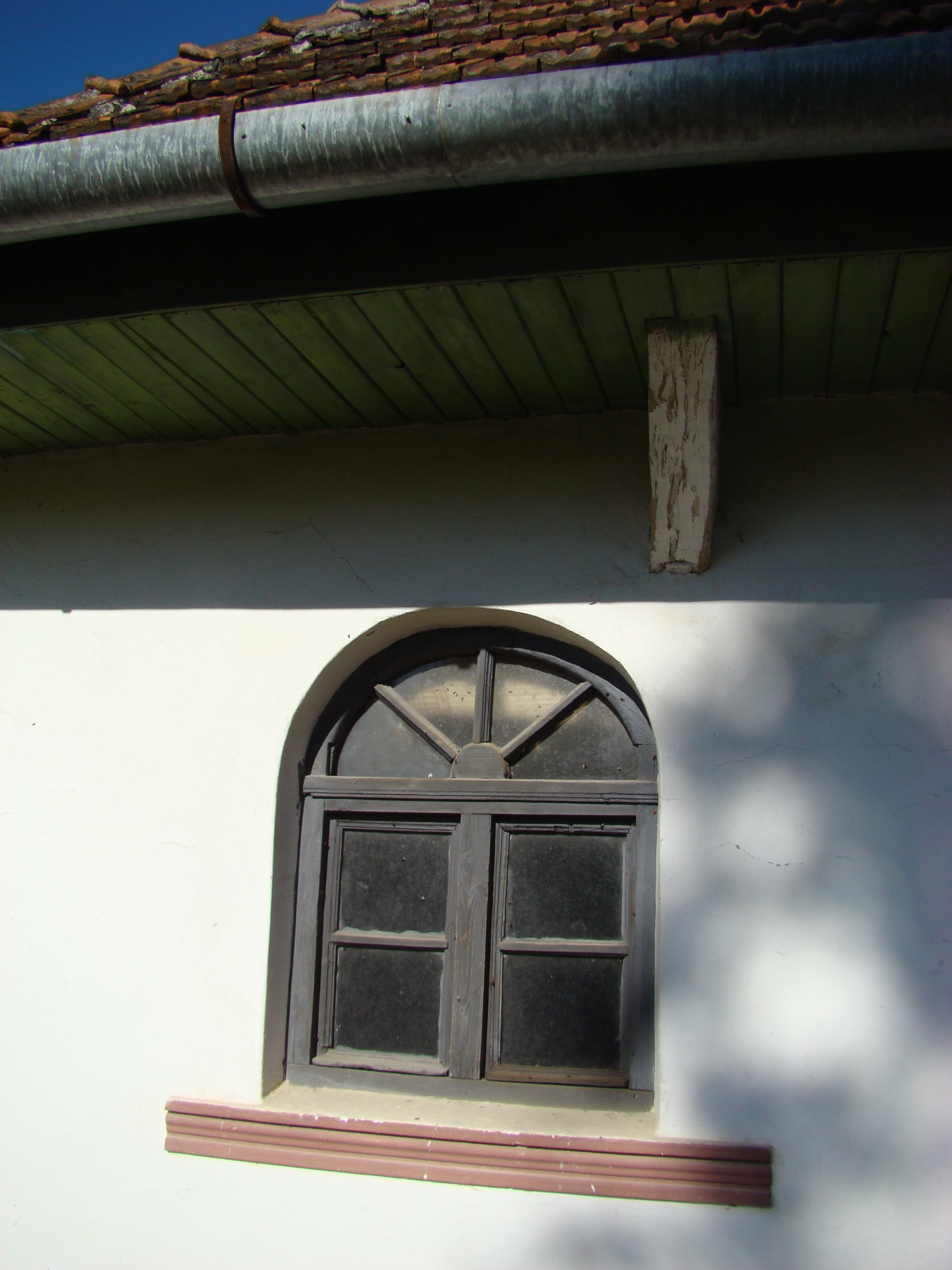
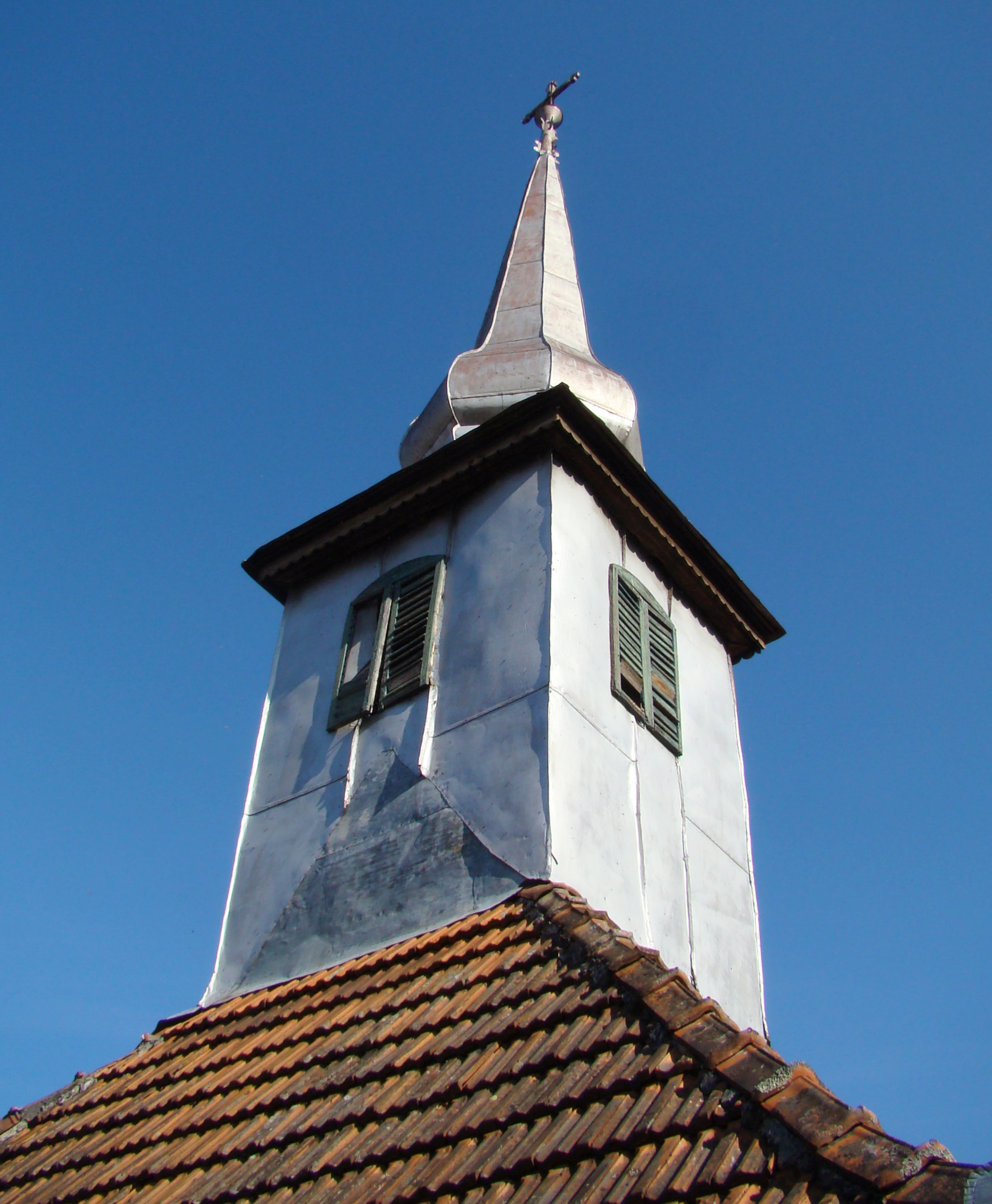
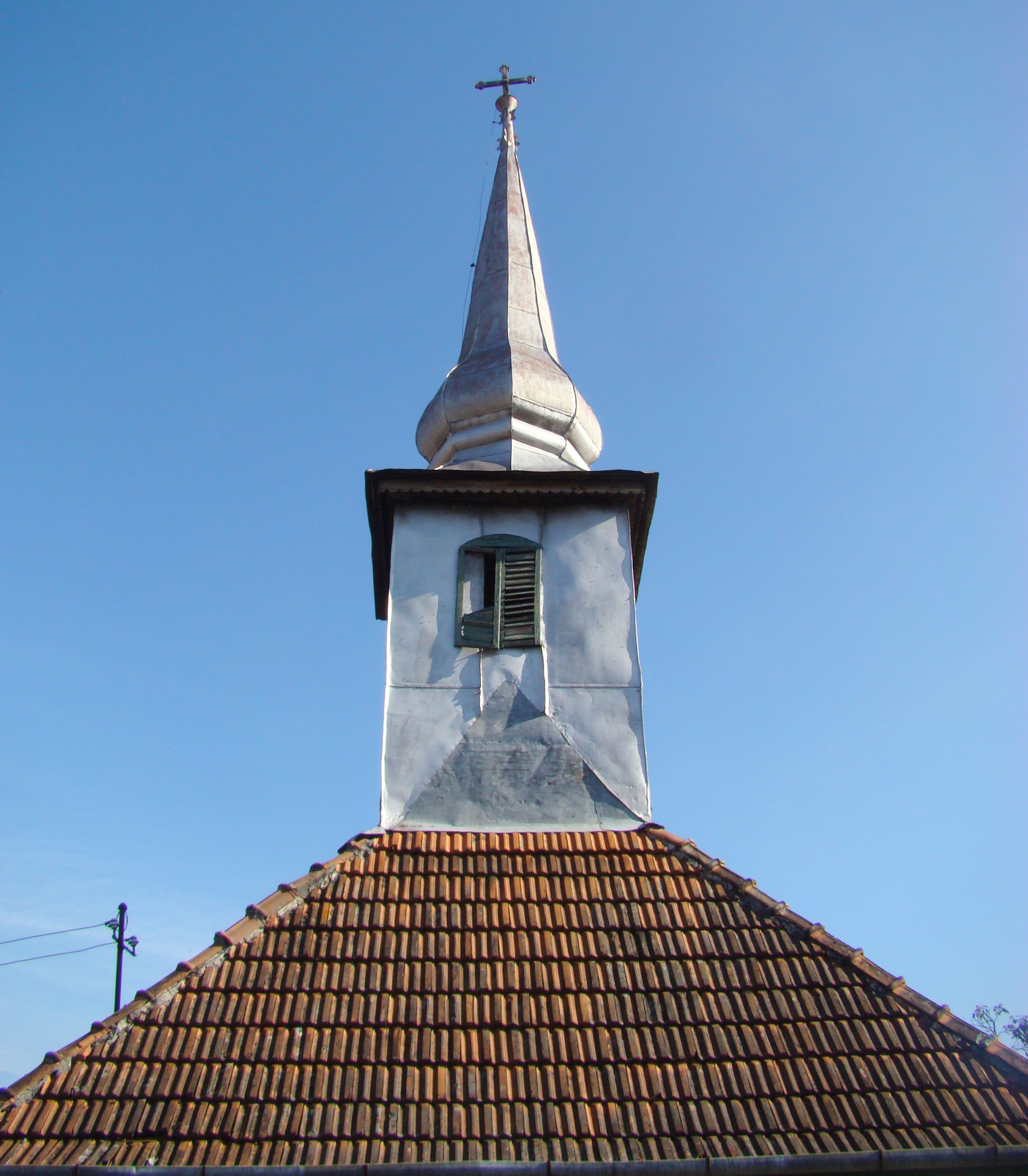
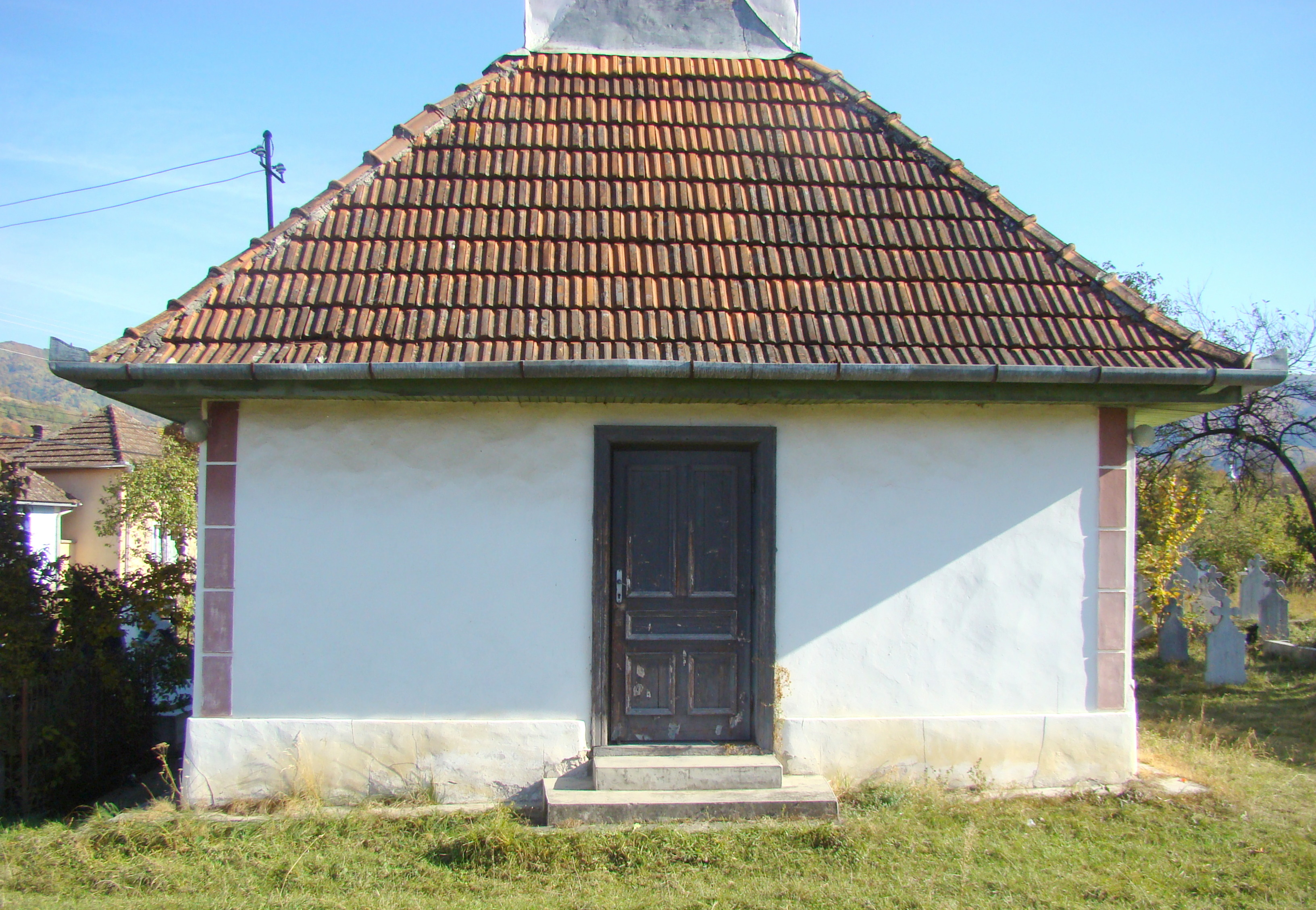
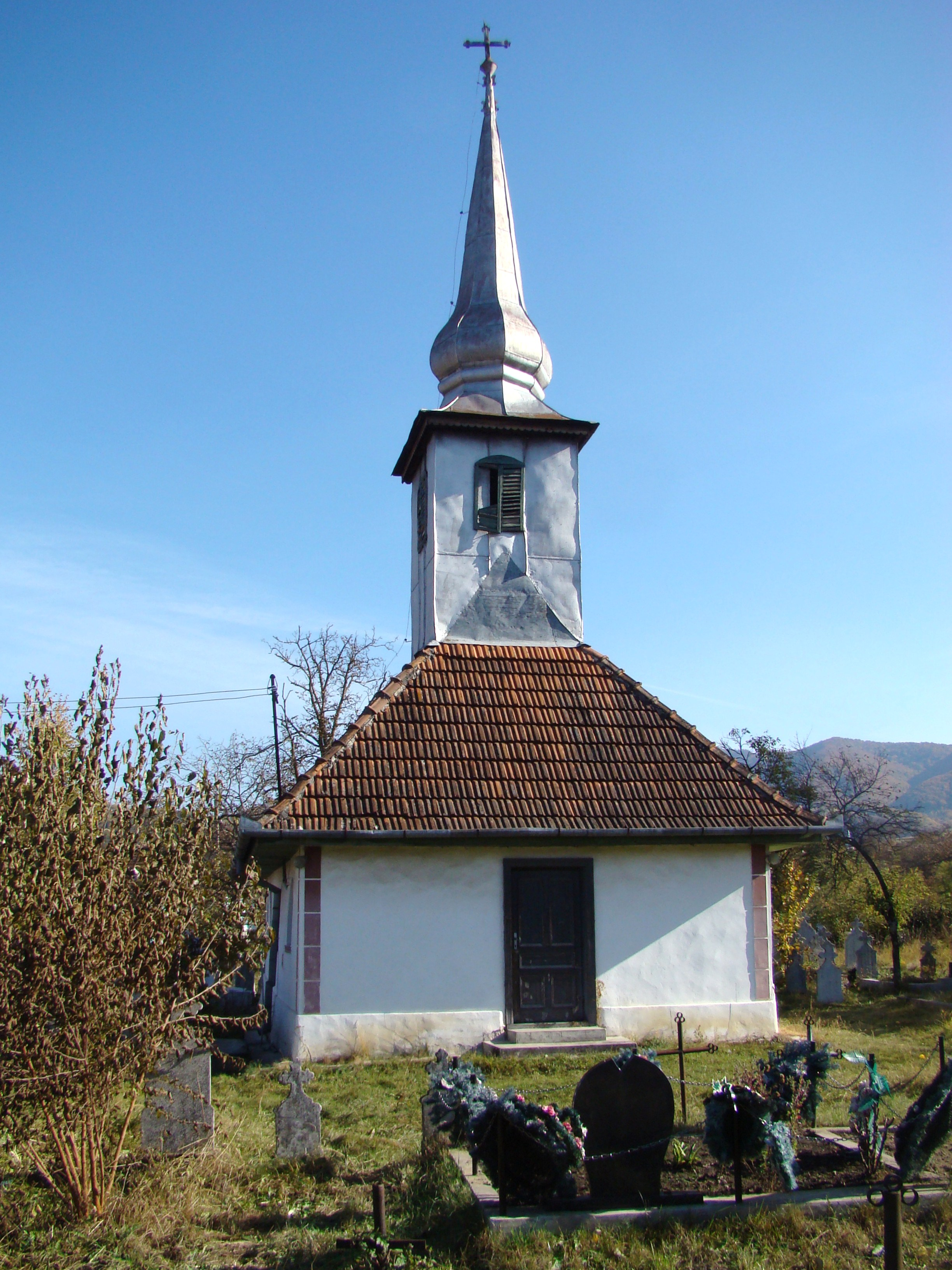

## Imagini din interior

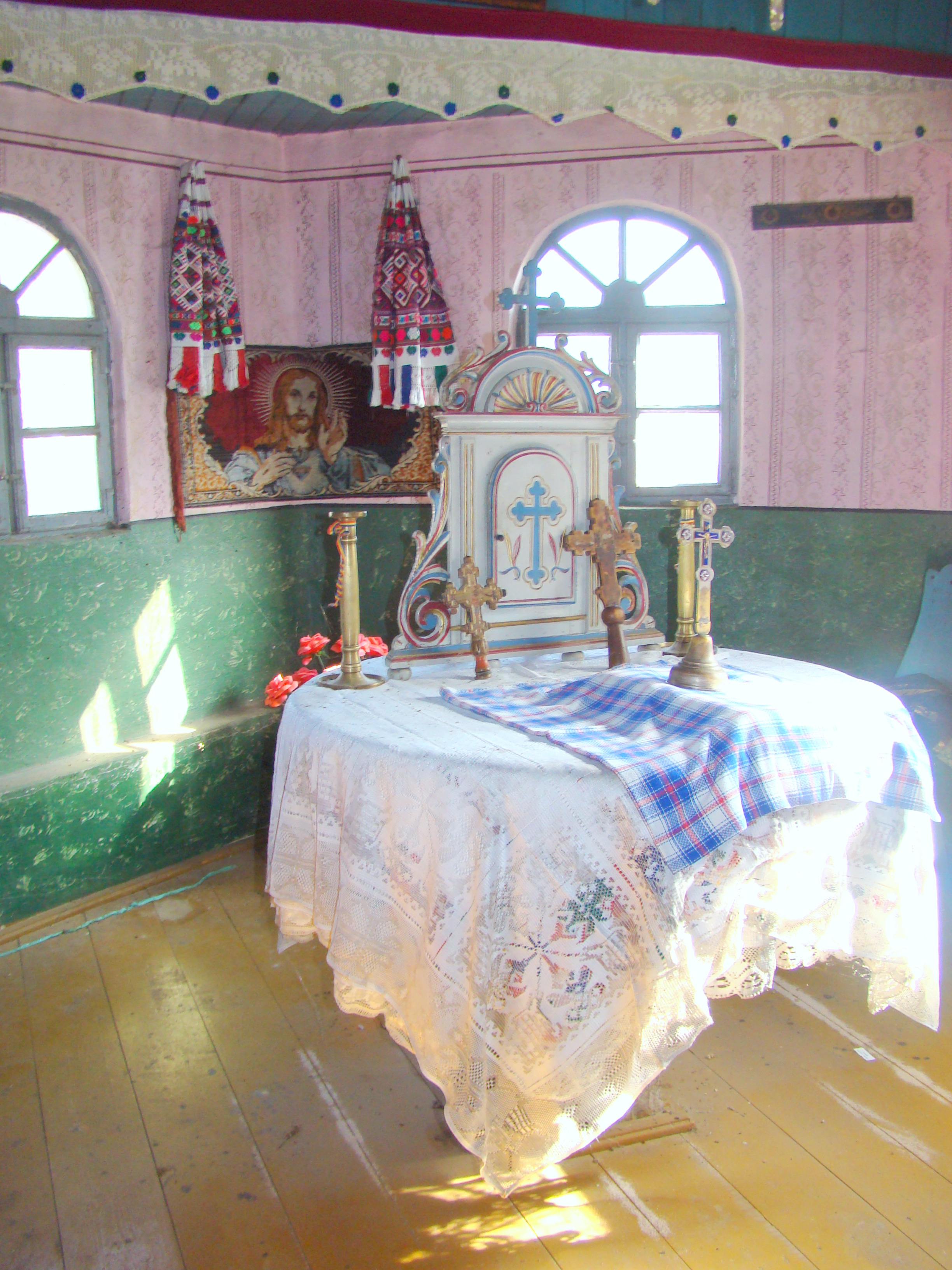
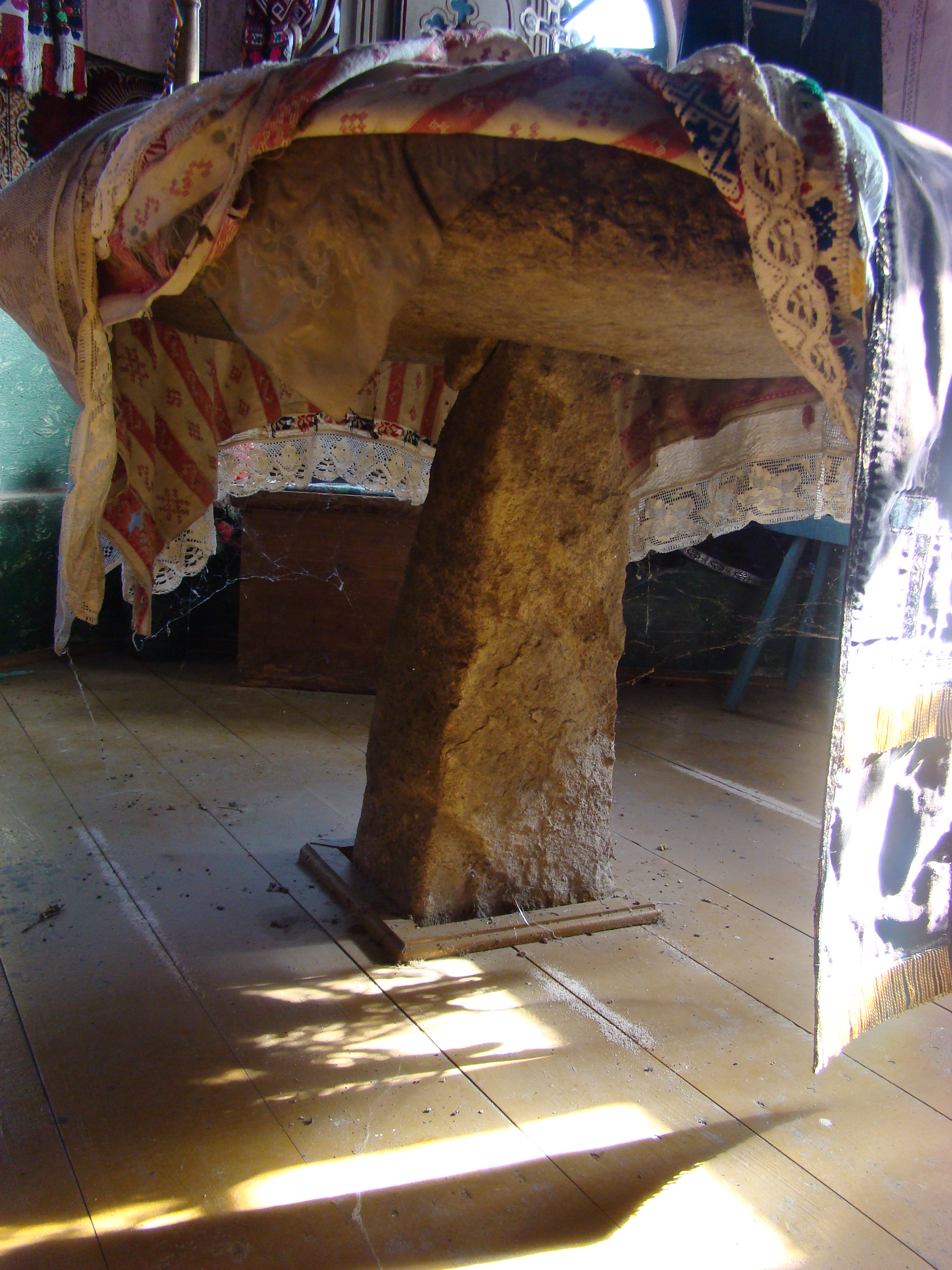
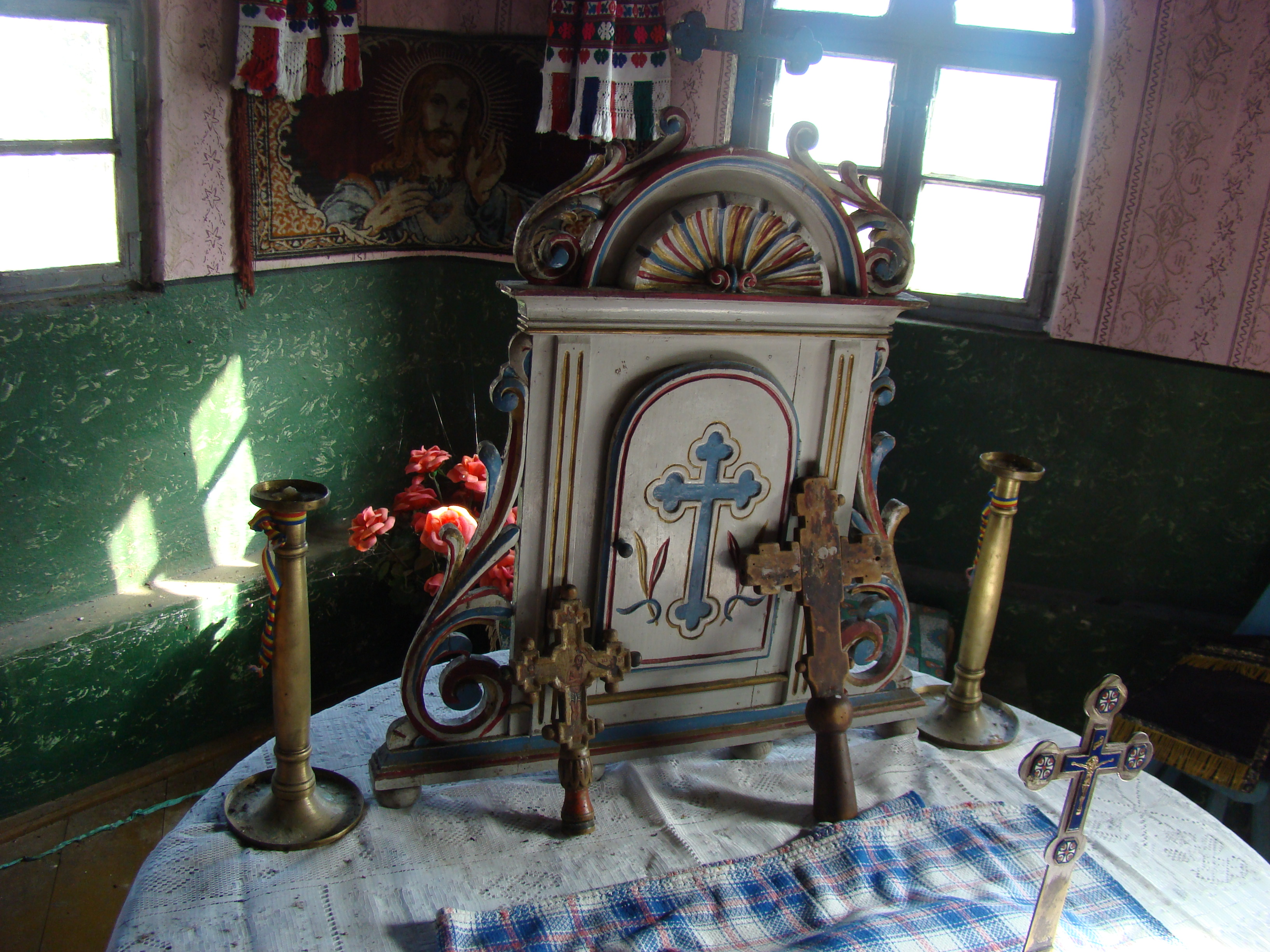
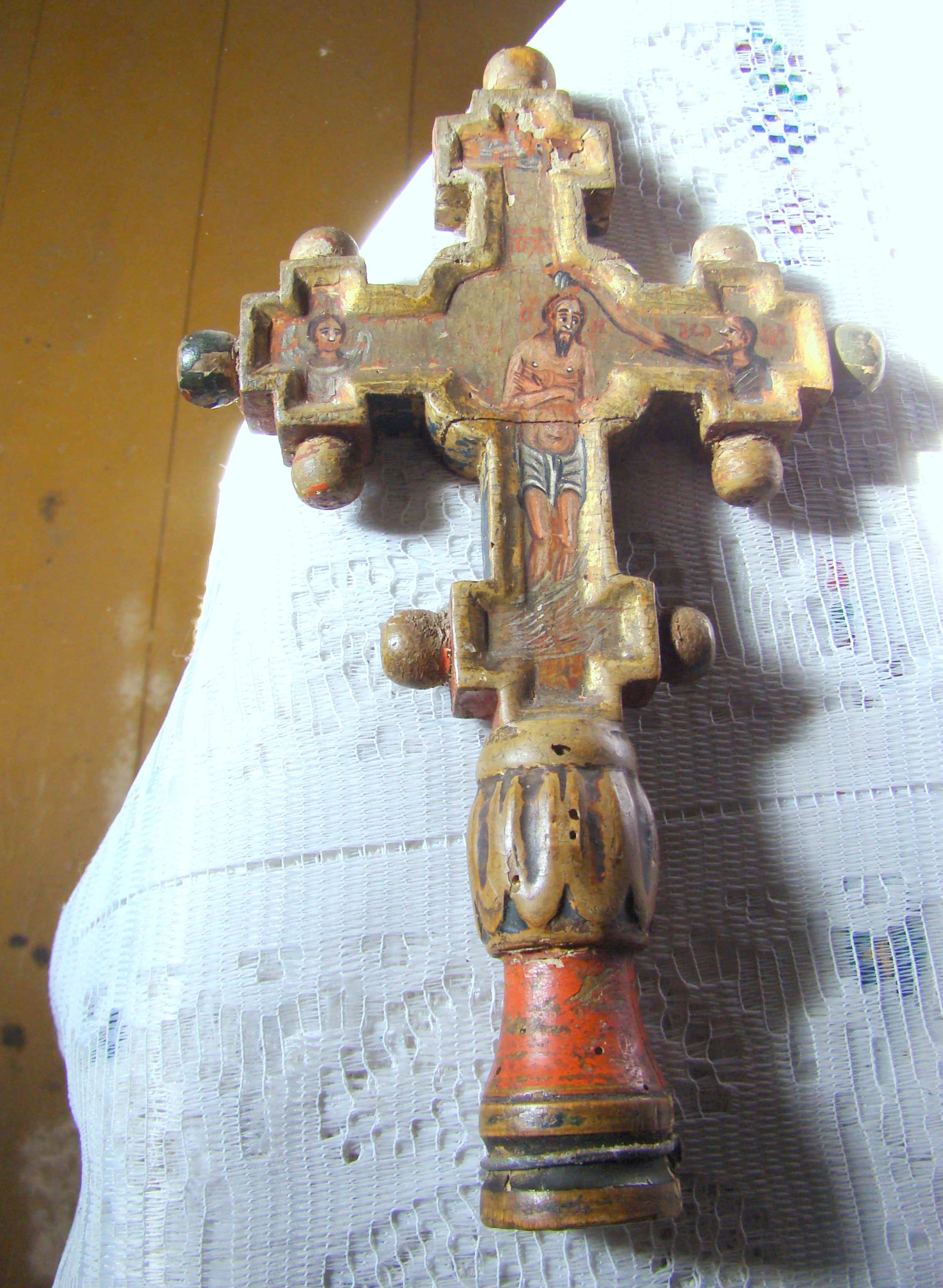
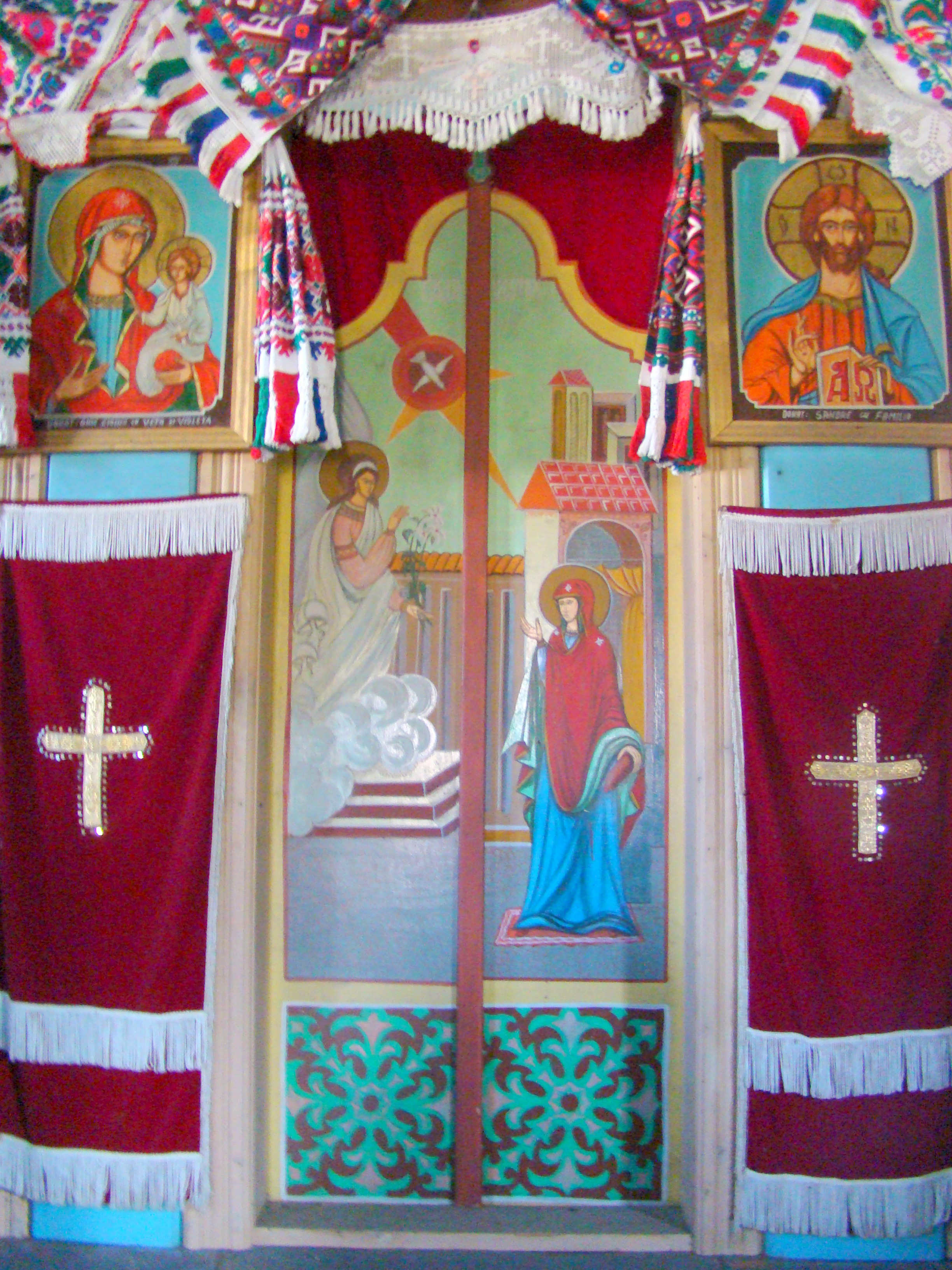
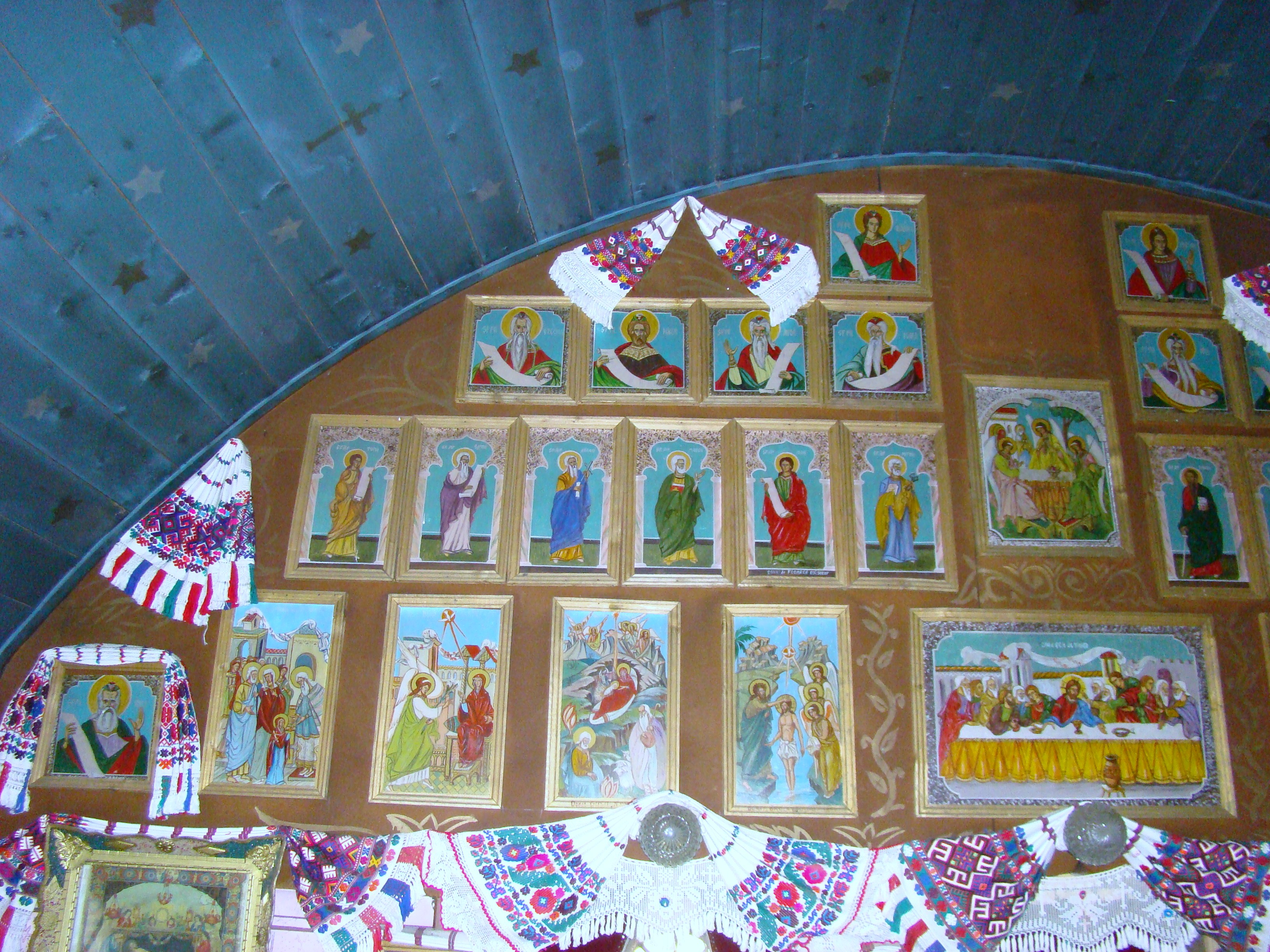
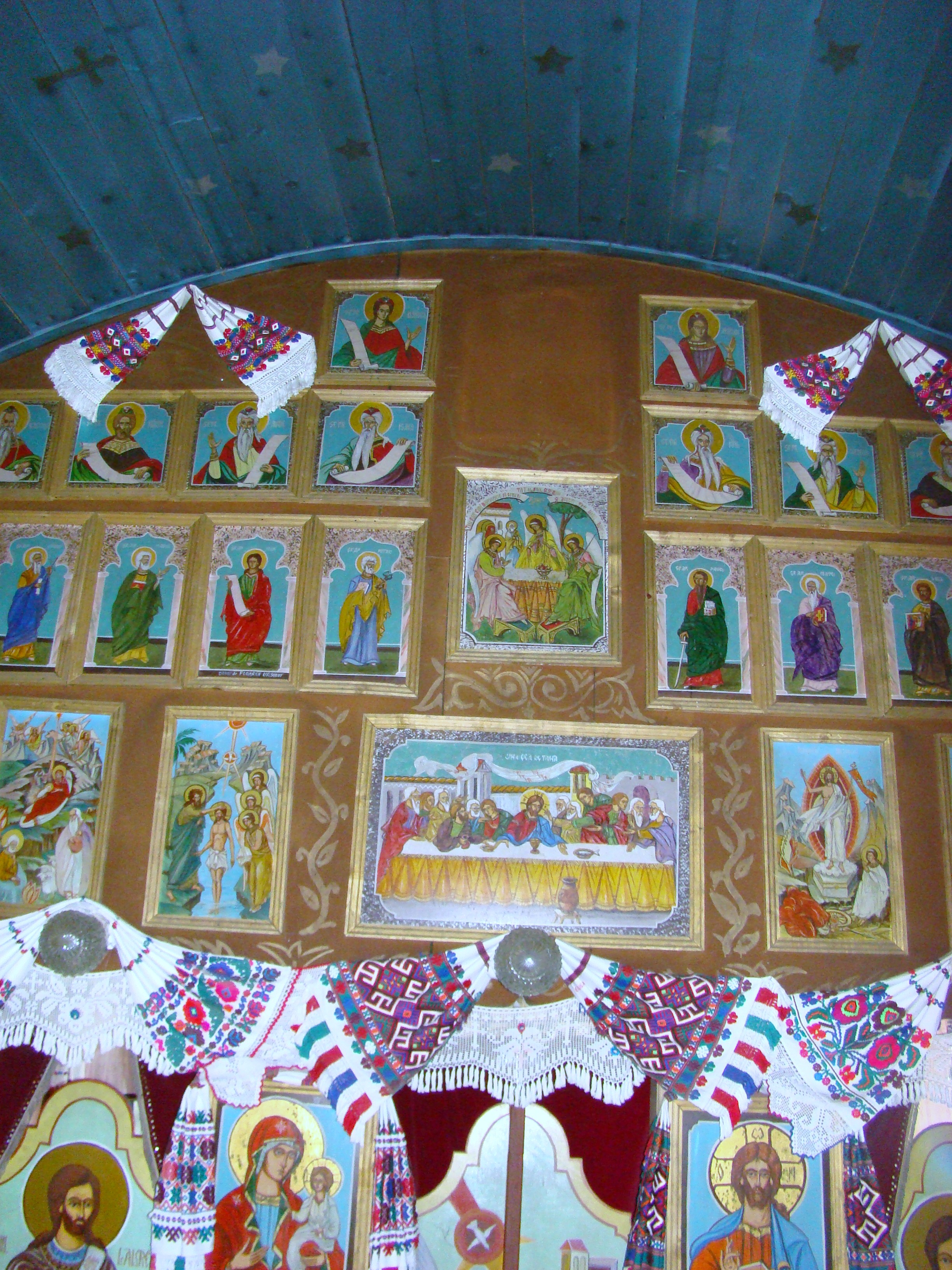
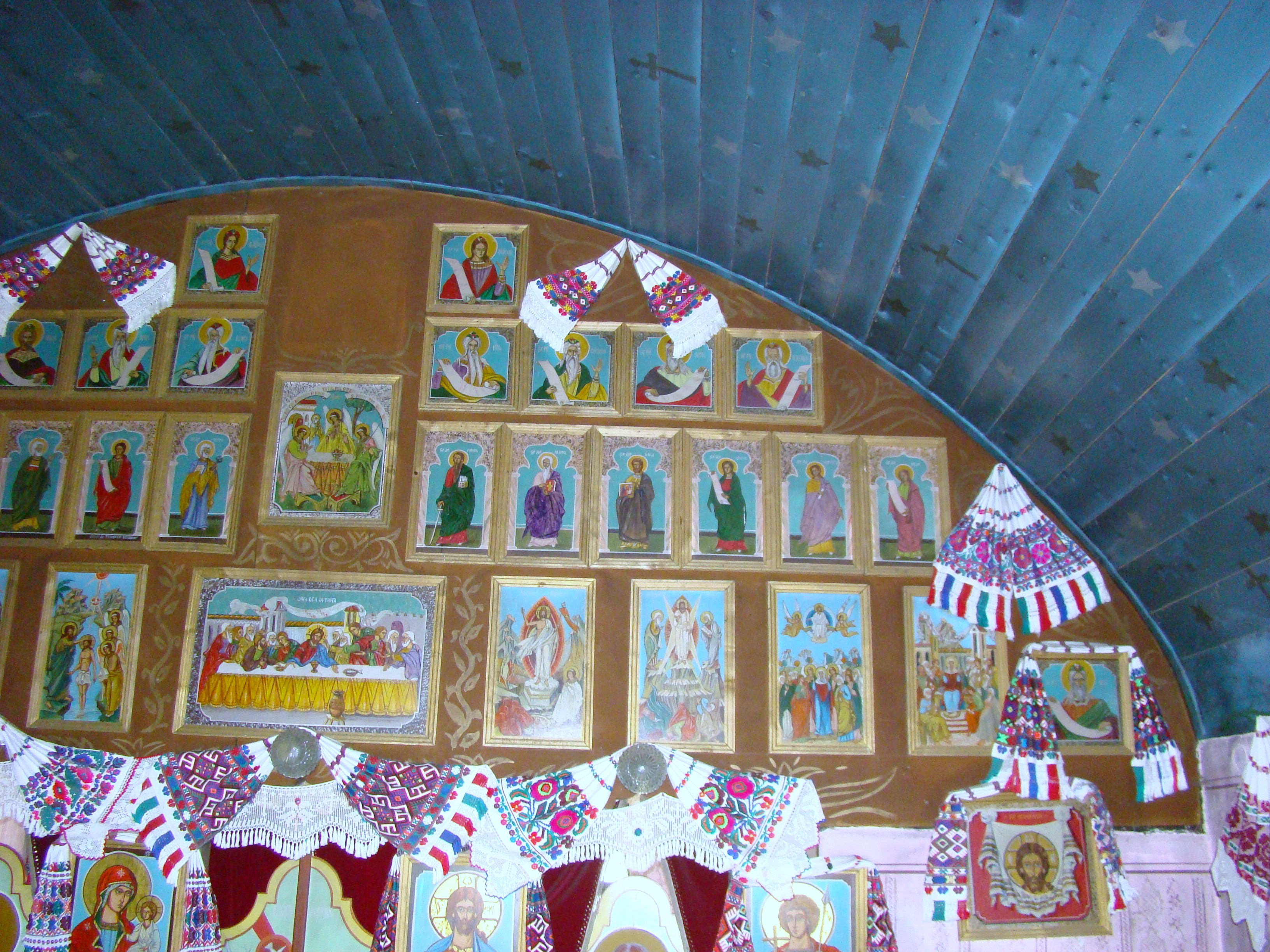
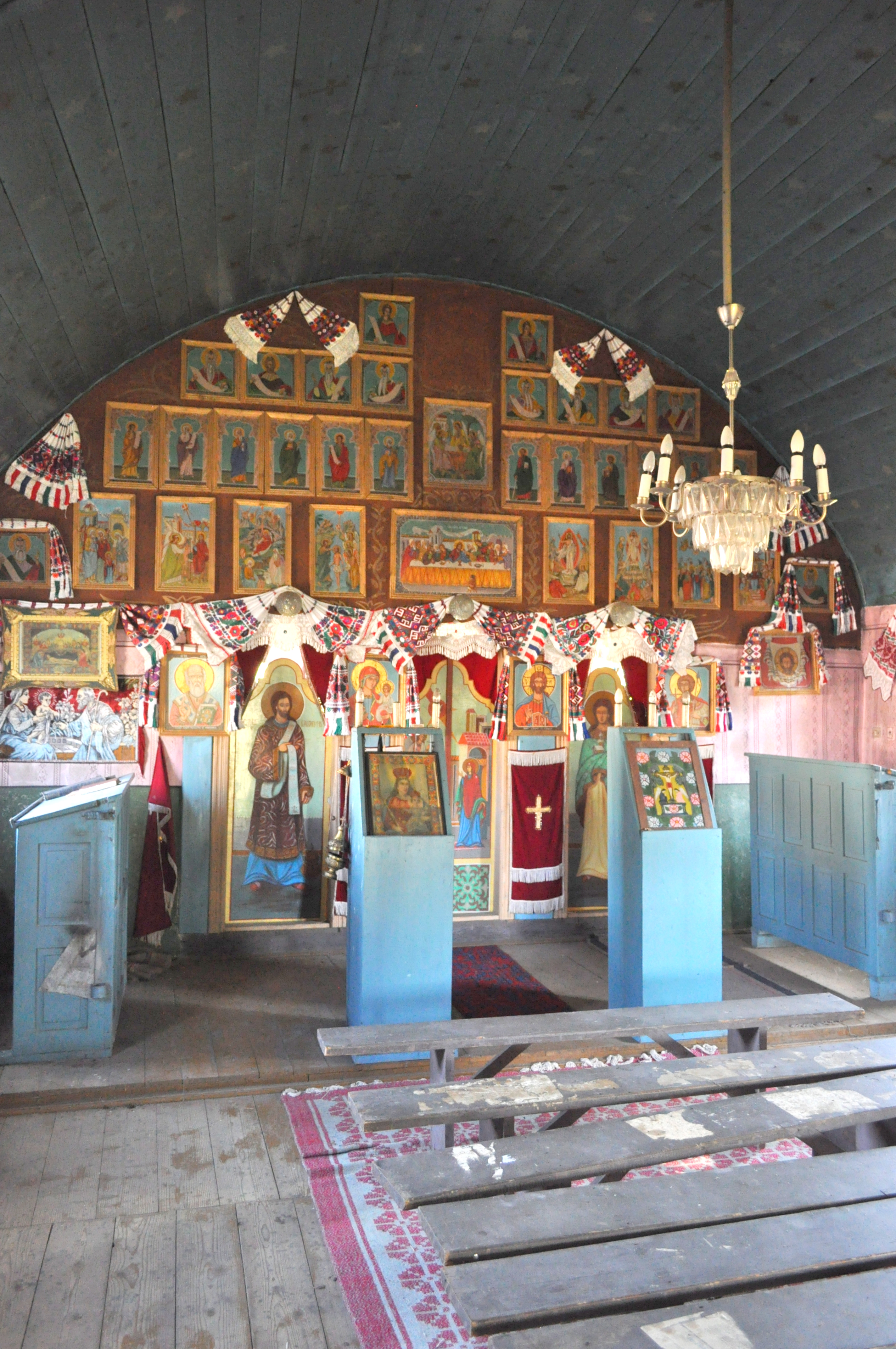
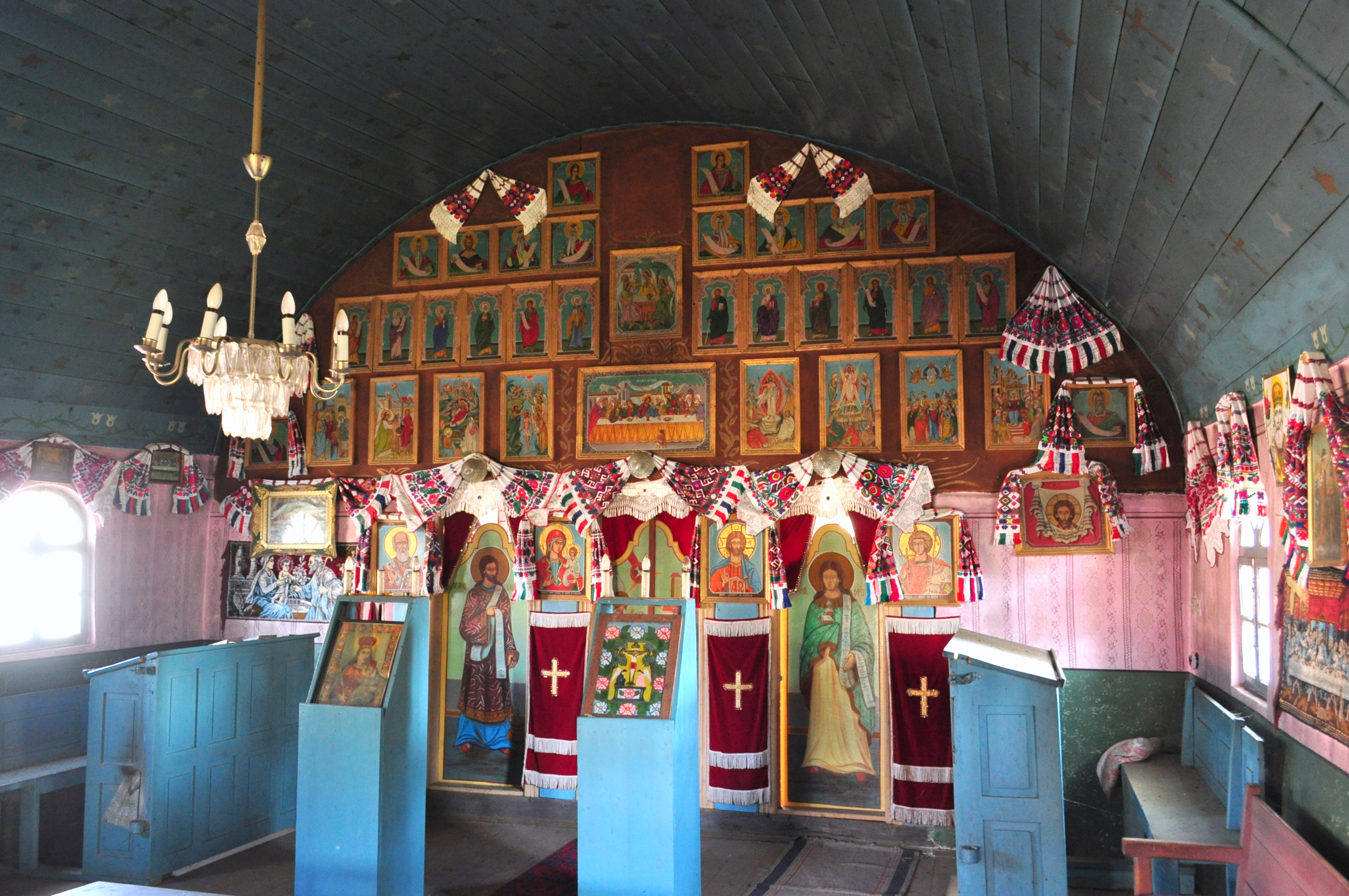
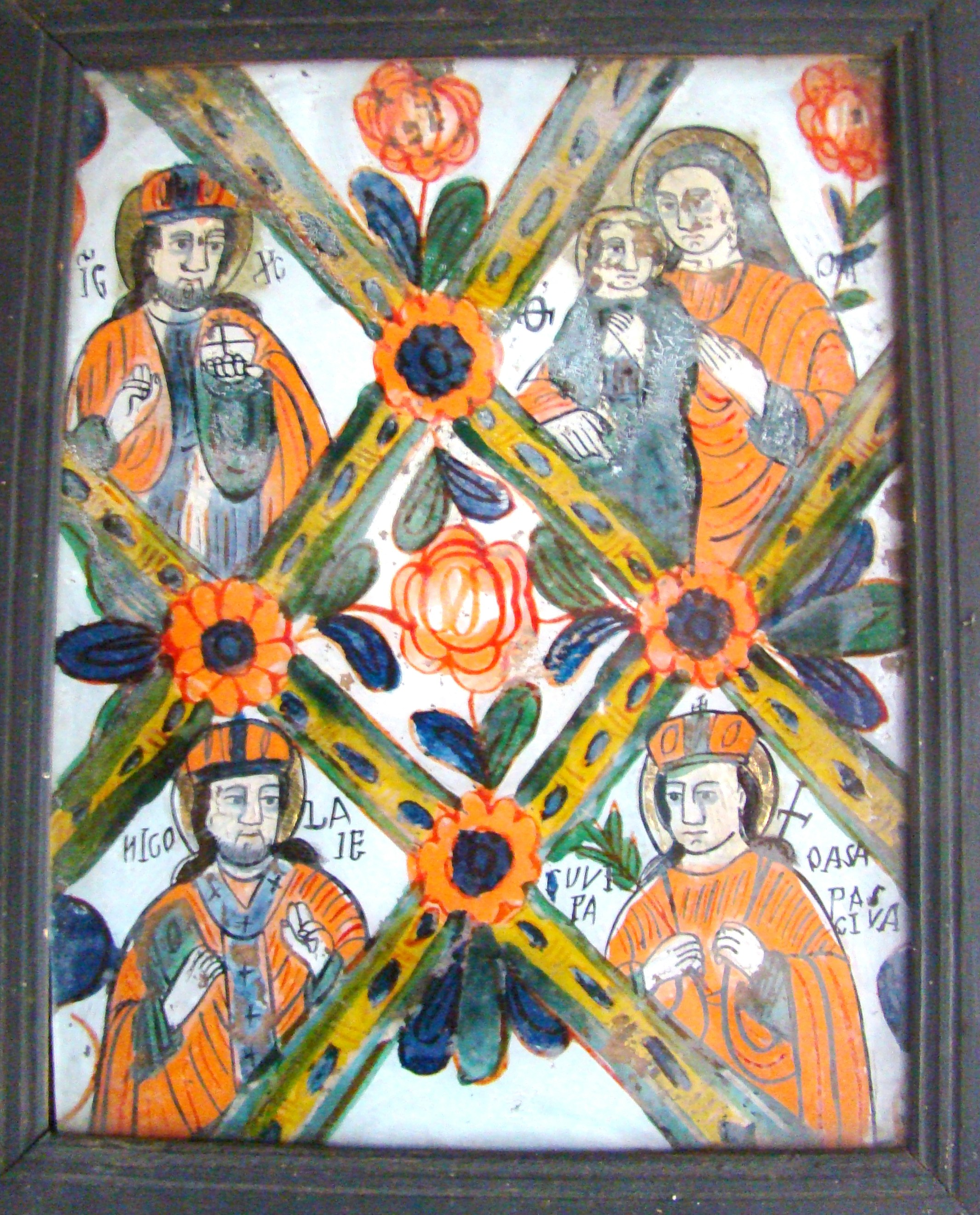
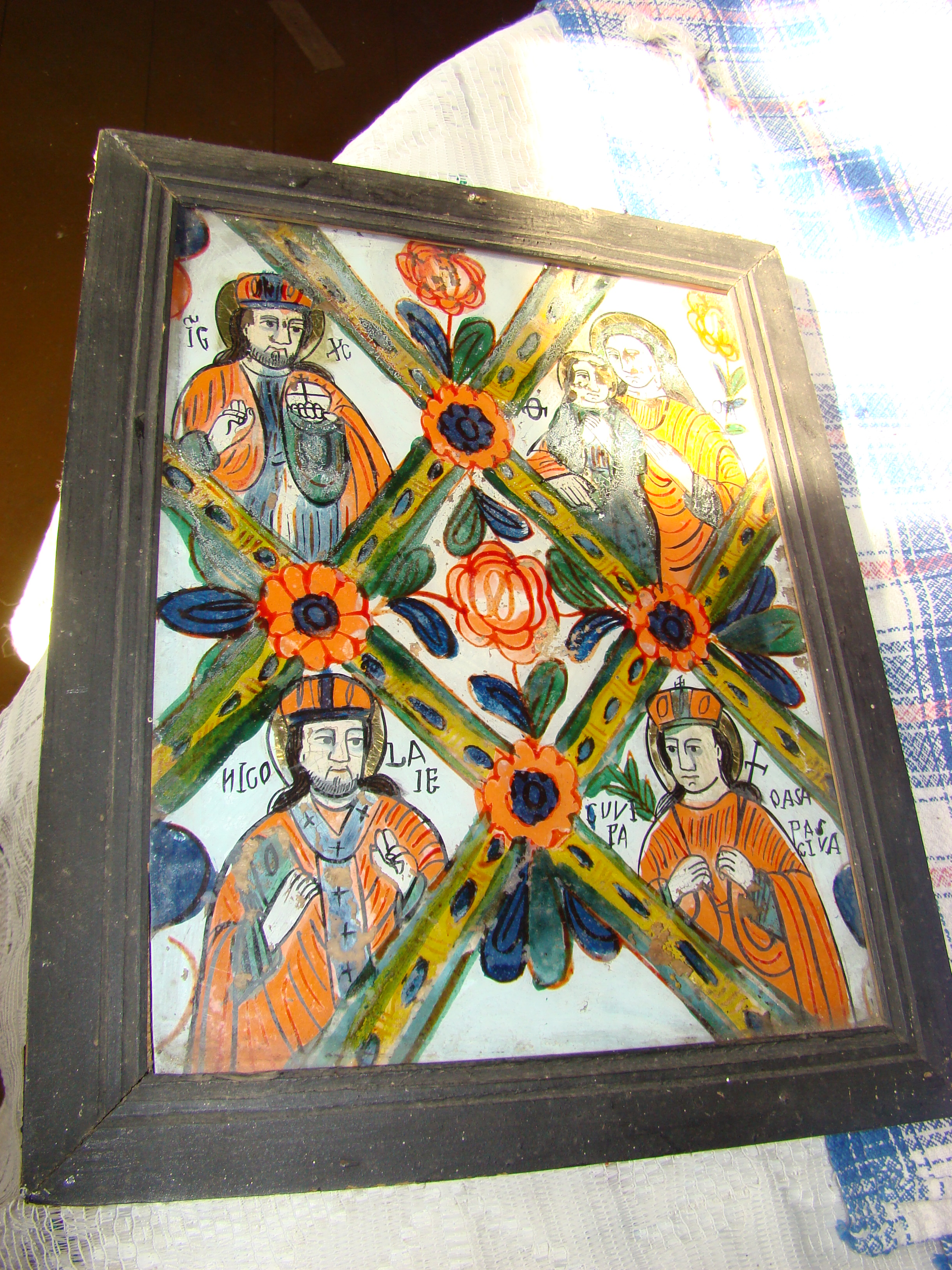
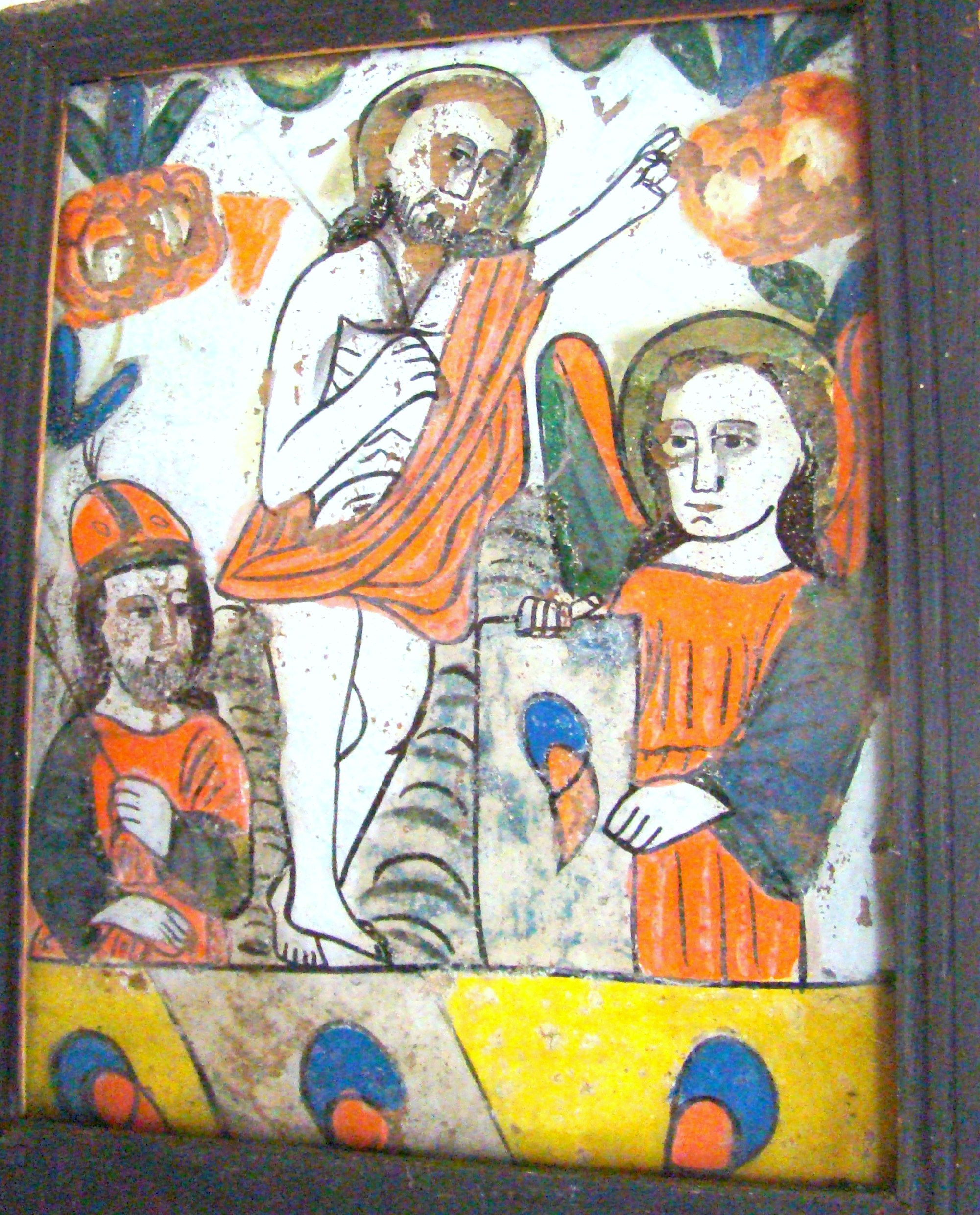